# Internationaler Design-Wettbewerb des deutschen Kürschnerhandwerks

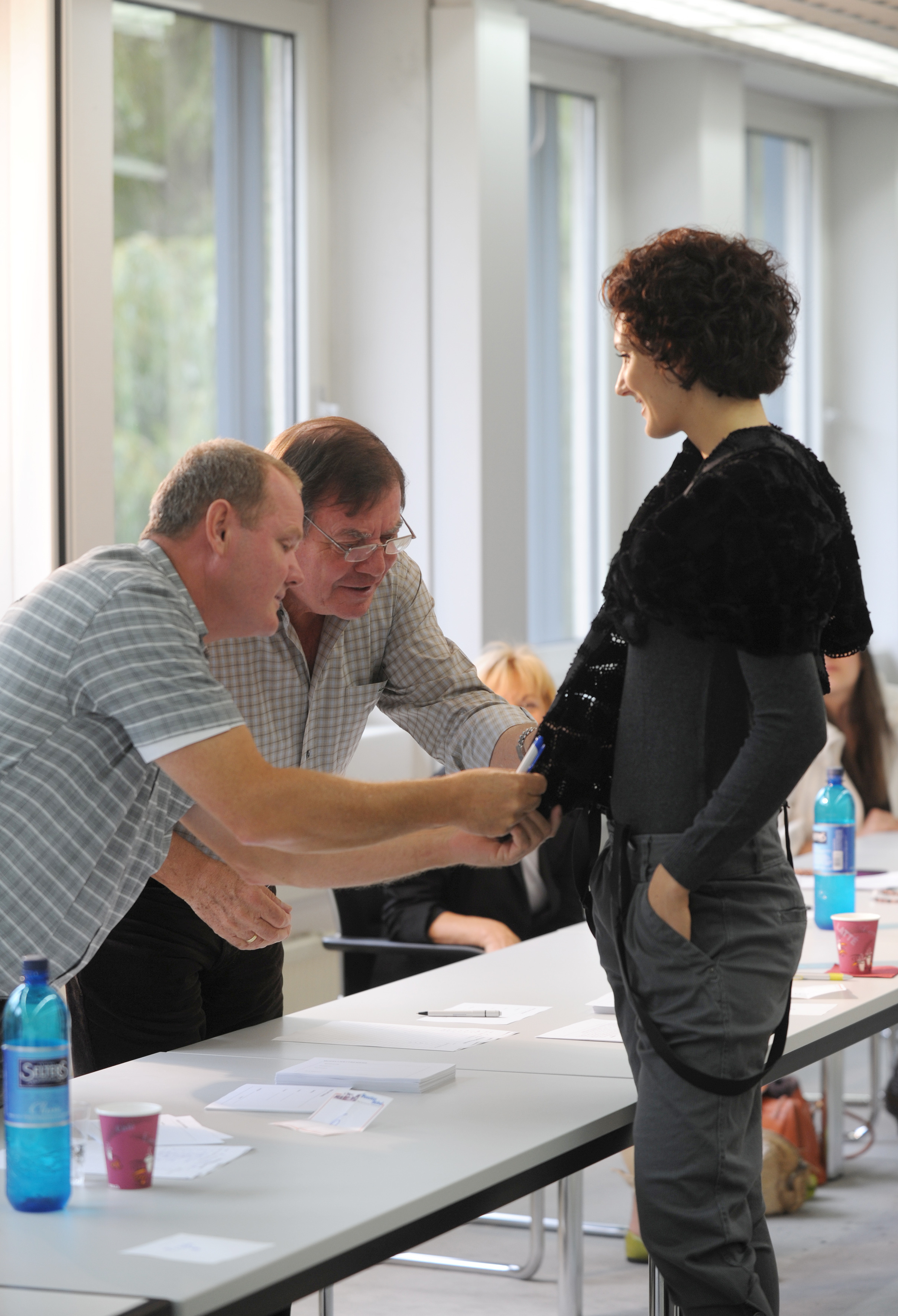
Jurymitglieder begutachten ein Wettbewerbsteil (Designwettbewerb der Auszubildenden 2011)

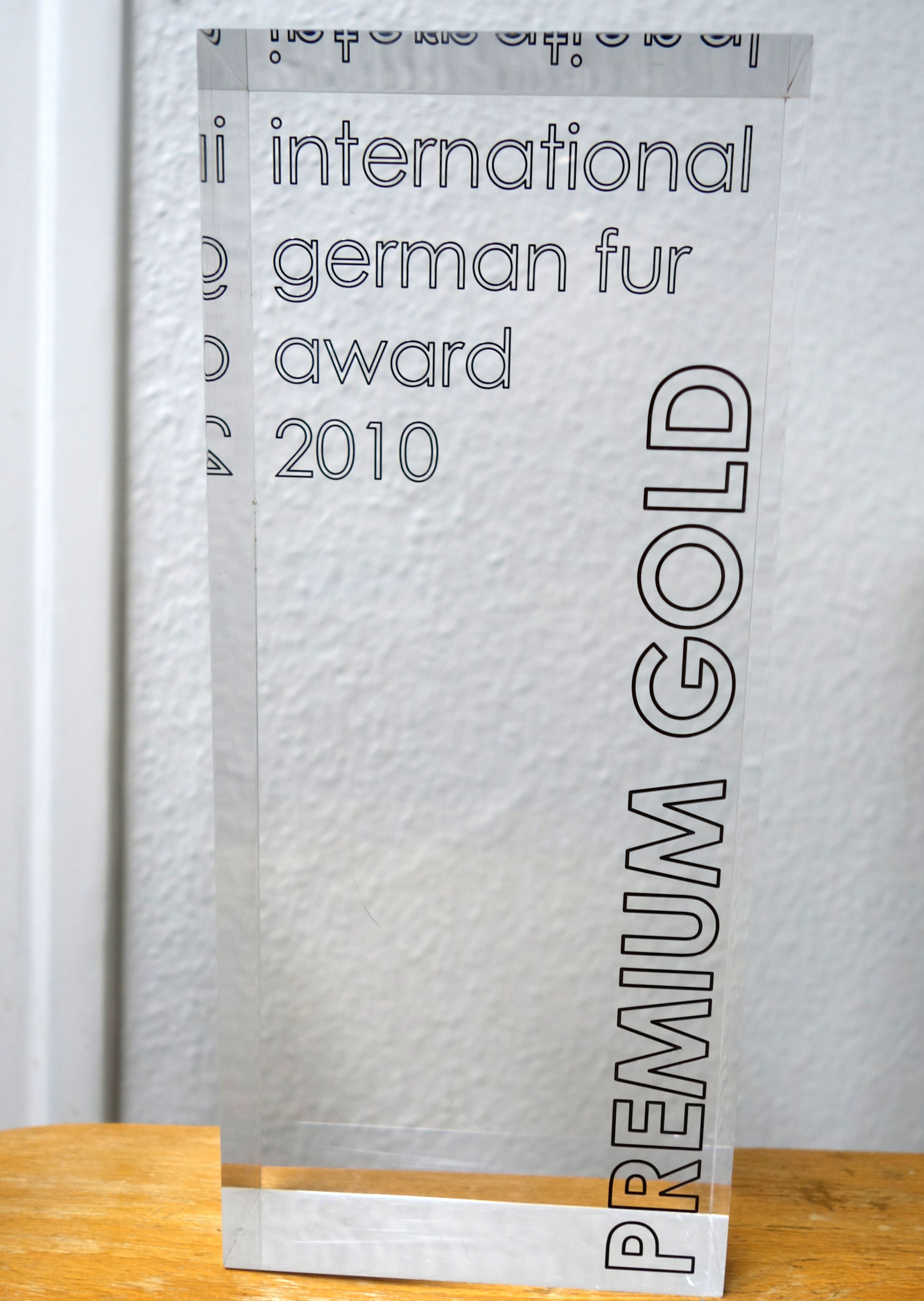
„International German Fur Award 2010“ – Auszeichnungs-Trophäe „Premium Gold“

Der Internationale Design-Wettbewerb des deutschen Kürschnerhandwerks ist ein vom Zentralverband des Kürschnerhandwerks seit 1949 ausgerichteter Leistungswettbewerb für Pelz produzierende Handwerksbetriebe. Vorläufer waren die Neuheiten-Ausstellung (ab 1881) und die Deutsche Pelzmodenschau (ab 1921). Eine ähnliche Veranstaltung wie die in der Bundesrepublik fand seit 1964 in der DDR statt.

## Allgemein
Die wesentliche Motivation der Kürschner, sich an Leistungswettbewerben zu beteiligen, ist unzweifelhaft die damit verbundene Werbemöglichkeit. Der ausgezeichnete Betrieb hebt sich aus den Mitbewerbern hervor und zeigt sich als modisch auf dem neuesten Stand. Er publiziert dies durch das Ausstellen der Urkunden, Trophäen und Medaillen im Schaufenster und in den Geschäftsräumen, auf der Homepage, durch Kundenanschreiben und durch Anzeigen in Zeitungen und Zeitschriften, eventuell sogar mit einer im Regionalfernsehen gezeigten Modellpräsentation. Besonders wichtig für ihn ist die anschließende Information der Presse, die in der Regel eine eher beachtete, nicht im Anzeigenteil untergehende und dabei kostenlose Mitteilung dazu veröffentlicht.
Für die Pelzbranche insgesamt bedeuten die auf den Wettbewerb folgende Publikationen, dass sie den Pelz in die Öffentlichkeit bringen und damit den Pelzumsatz aller Anbieter befördern.
Für kleine Betriebe stellt die Teilnahme an Leistungsvergleichen eine erhebliche finanzielle und zeitliche Belastung dar. Zwar sagt die Ausschreibung in der Regel, dass nur der modische Aspekt und die qualitativ hochwertige Ausführung der Arbeit bewertet werden. Doch war es in der Vergangenheit vielleicht trotzdem leichter, mit einem Zobelmantel eine Medaille zu erringen als mit einem Kaninmantel. Bei letzterem wird die Jury eine höhere Innovation verlangen als bei dem wertvollen, als eher etwas zeitloser erwarteten Zobel. Zudem können kapitalstarke Unternehmen es sich erlauben, mehr Teile zum Wettbewerb einzusenden und damit ihre Chancen auf eine Auszeichnung erhöhen. Auch beschäftigen sie eventuell einen Zuschneider als Designer oder sie kauften in der Vergangenheit Schnittmuster angesehener Modeunternehmen ein, wie beispielsweise Dior. Zunehmend mehr wurden in den vergangenen Jahren, einem allgemeinen gesellschaftlichen Trend der Tiernutzung folgend, Felle ohnehin anfallender, einheimischer Pelztiere zum Wettbewerb eingesandt. Diese fallen durch Bejagung derzeit noch in größerer Zahl an, als sie bisher verwertet wurden.(Stand 2019) Vor allem von Züchter- oder Handelsorganisationen für Nerz oder Karakulpersianer werden zusätzlich Sonderpreise mit dekorativen Trophäen und Urkunden vergeben.
Letztlich führt die Teilnahme an Leistungsvergleichen dazu, dass der Kürschner sich mit der aktuellen Modelinie und eventuell neu hinzugekommenen Arbeitstechniken befasst oder selber eine solche entwickelt. Er muss sich mit den aktuellen Veredlungstechniken, wie neuen Modefarben, Schermustern usw. vertraut machen. Anhand der Ausstellung der im Modellwettbewerb prämierten Modelle konnte sich dann einmal im Jahr zur Frankfurter Pelzmesse die gesamte Branche über die neueste Entwicklung der Kürschnerei informieren, heute im kleineren Rahmen die Mitglieder der Organisationen des Kürschnerhandwerks und deren ausländische, am Wettbewerb beteiligten Gäste.
Ein überregionaler, weltweiter Pelzdesign-Wettbewerb ist die Remix, die alljährlich regional, mit dem Höhepunkt der Prämierung und Ausstellung in Italien auf der Mailänder Pelzmesse Mifur veranstaltet wird. Ihr Aufruf richtet sich vor allem an junge Textildesigner, die sich hier meist das erste Mal mit dem Material Fell beschäftigen. Die erste Ausscheidung fand im Jahr 2002 statt.

## Geschichte

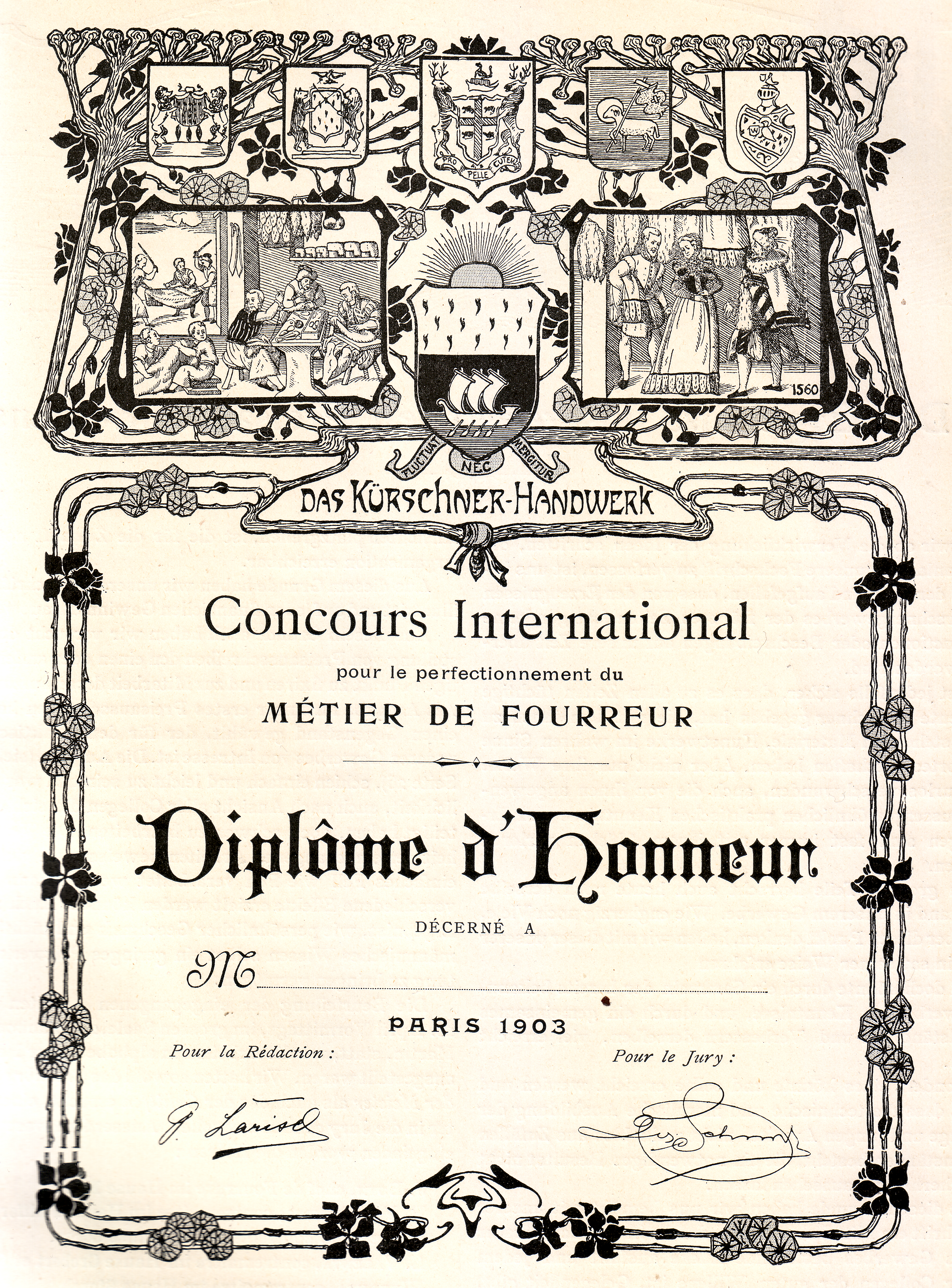
Ehrendiplom 1903

Im Jahr 1902 hatten die Kürschnermeister Paul Larisch und Joseph Schmid in der von ihnen herausgegebenen Zeitschrift „Das Kürschnerhandwerk“ zu einem Preisausschreiben aufgerufen. Die deutschsprachige Zeitung erschien in Paris, wo die beiden Kürschner angestellt waren, Larisch in leitender Position bei Revillon Frères. Die Aufgabe war, „eine Garniture aus Feh“ herzustellen, für die nicht mehr als 120 Felle verwendet werden durfte. Einsendeschluss war der 5. März 1903. Der Einsendung musste beiliegen: „1. Das Muster der beiden Artikel aus Papier in natürlicher Größe, mit aufgezeichneter Stellung der Felle. 2. Eine Zeichnung oder Photographie der gedachten oder ausgeführten Arbeit. 3. Eine Beschreibung der gedachten oder ausgeführten Arbeit […].“ Die Sieger aus 36 eingesandten Modellen oder Modellentwürfen wurden am 26. April in Faubourg Saint-Martin von einer Fachjury ermittelt. Der erste und dritte Preis ging nach Paris, der zweite nach Wien, das Berliner Modell „Werda“ kam auf den vierten Platz. Dies war wahrscheinlich der erste europäische, ausdrücklich als „Wettbewerb“ bezeichnete, Leistungsvergleich der Pelzbranche.
In den Pariser Pelzwerkstätten arbeiteten zu dieser Zeit so viele Kürschner aus Deutschland, dass es seit 1890 sogar einen deutschen Gesangverein „Lyra“ mit 30 bis 40 Mitgliedern gab. Und so war das zweite Preisausschreiben kein praktisches Leistungsmessen mehr, sondern es wurde ein neues „Lied des Kürschners“ gesucht.

### Neuheiten-Ausstellung

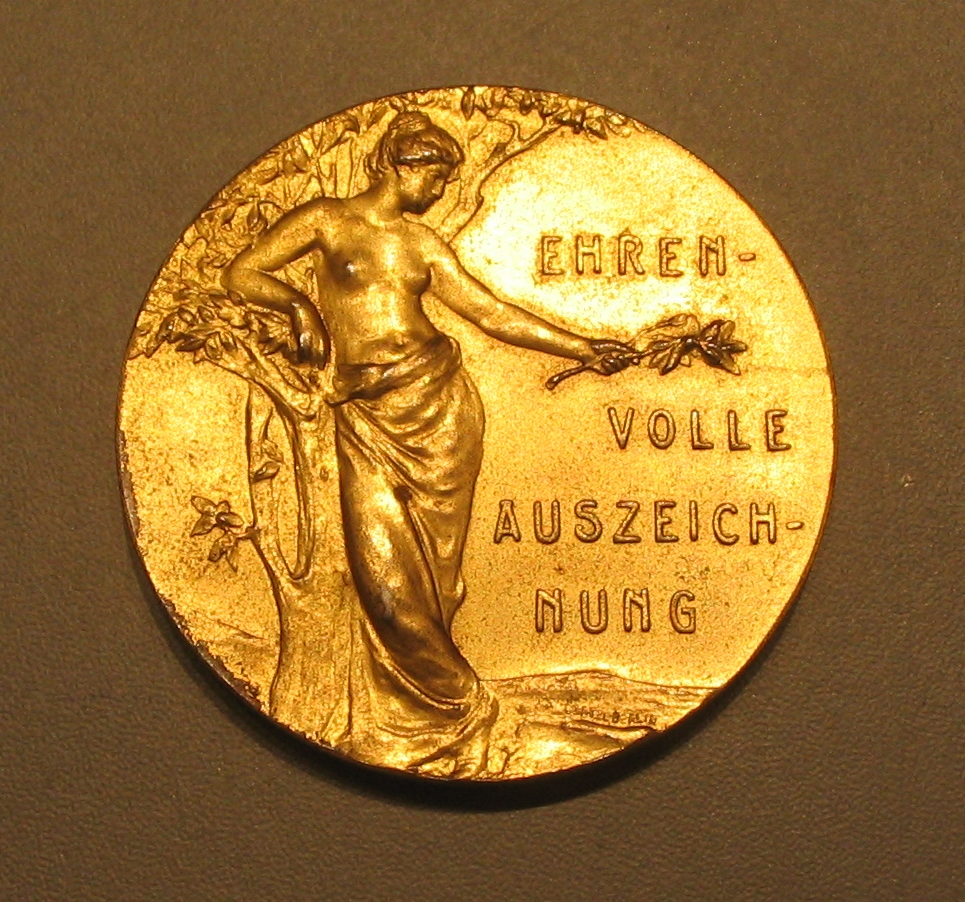
Medaille zur Neuheiten-Ausstellung

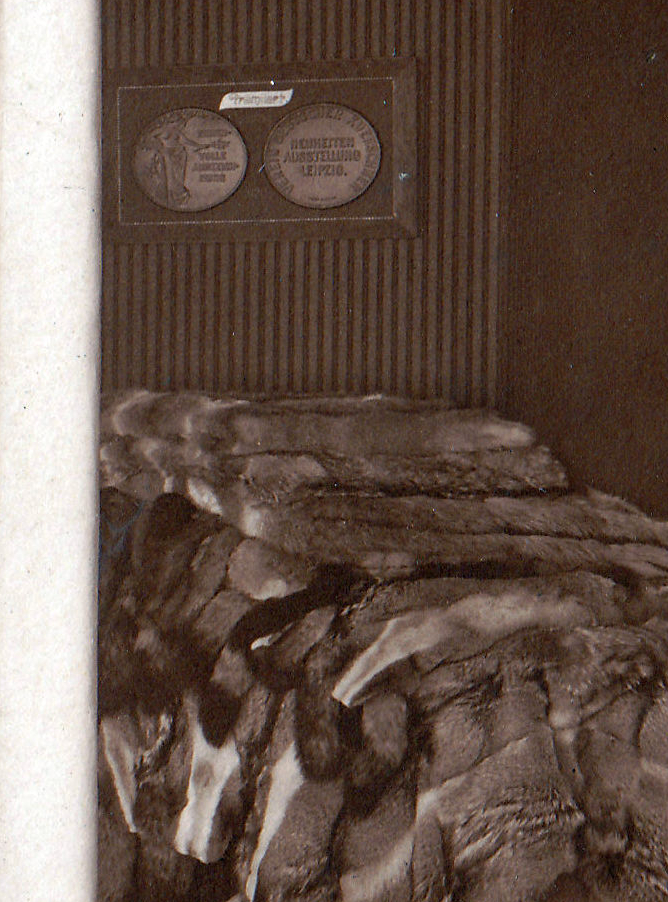
Vergrößerte Medaillen der Neuheiten-Ausstellung im Leipziger Pelzwaren-Spezialhaus G. Nauck, Inhaber Johannes Rohde (etwa 1930er Jahre)

Als erster Vorgänger des Leistungswettbewerbs der deutschen Kürschner kann die, erstmals 1882, vom Verein deutscher Kürschner jedes Jahr in der ersten Woche der Leipziger Rauchwaren-Ostermesse veranstaltete „Neuheiten-Ausstellung“ angesehen werden. Die im Rahmen des Kürschnertages (erster Kürschnertag 1881) durchgeführte Veranstaltung umfasste eine Verkaufsausstellung für Pelzbekleidung, Kürschnerbedarfsartikel, Hüte, Mützen und anderes.
Die Neuheiten-Ausstellung sollte nicht nur dem dominierenden Einfluss, den Paris auf die Mode mit feinen Pelzartikeln ausübte, entgegenwirken, vor allem aber der überhand nehmenden Konkurrenz der Pelzkonfektion, insbesondere aus Berlin. Die besten Modelle wurden durch eine Kommission von neun „wirklichen Mitgliedern“ ausgewählt, prämiert, und es hieß, sie „bilden die Mode für die nächste Wintersaison“.
Fand die Neuheiten-Ausstellung vorher noch in „qualvoll fürchterlicher Enge“ im Gebäude des Leipziger Zoos statt, änderte sich dies mit dem Hinzukommen der Deutschen Pelzmodenschau. Durch das breite Hauptportal schob und drängte sich die Menge jetzt in den Krystallpalast, „und jeder war freudig überrascht, als er nunmehr in geräumige Hallen“ trat. Hier wurden nicht nur wie üblich auf einem runden Podium die ausgewählten Teile gezeigt, sondern Kürschner und Pelzkonfektionäre boten an Ständen auch ihre Produkte an. „Im Glockenzimmer war Arthur Wolfs Vorführung stets dicht umlagert, und der Stand von Herpich, den ein Glanzstück, der russische Zobelmantel von 1 Million Mark, zierte, war das Ziel aller Besucher.“ Der enorme Preis relativiert sich etwas durch die herrschende katastrophale Geldinflation, ein US-Dollar kostete zu der Zeit etwa 280 Mark.
Aus Sicht der Kürschner hatte die Rauchwaren-Order-Messe ihre besondere Bedeutung erst durch die Neuheiten-Ausstellung erhalten, die ihr einen großen Kundenkreis zuführte. Von dem die Pelzmessen veranstaltenden Großhandel wurde die Ausstellung der Kürschner, die einen erheblichen Flächenanteil beanspruchte, jedoch immer auch kritisch gesehen. 1927, einer Zeit ungünstiger Geschäftslage, glaubten sich einige Firmen von der Rauchwaren-Ostermesse und der Neuheiten-Ausstellung lossagen zu können, da „die Verkäufe auf der Messe weder im Interesse der Käufer noch der Verkäufer lägen“.:

„Die Käufer sind nicht imstande, die sie interessierenden Kollektionen, wie zu Haus, unter Mitwirkung ihrer im Verkauf tätigen Kräfte in Ruhe durchzuarbeiten, während die Verkäufer sich einen Erfolg von ihrer mit vieler Mühe hergestellten Kollektion nur dann versprechen, wenn sie diese ungestört und der der Individualität ihrer Kunden entsprechend vorzeigen können. Diese Möglichkeit ist auf der Ausstellung beiden Teilen nicht geboten.“

Letztlich war man sich aber bewusst, dass gerade dieser Messeteil einen bedeutenden Anziehungspunkt bildete, insbesondere für die Inhaber kleinerer Kürschnerbetriebe. Philipp Manes, der von den Nationalsozialisten ermordeten Berichterstatter der Pelzbranche, von Beruf eigentlich Rauchwaren-Kommissionär und damit dem Zwischenhandel zugehörig, schrieb:
„Die Neuheitenausstellung ist ebenfalls ein heiß umstrittener Posten auf dem schwierigen Gebiet der Messeveranstaltungen. Wenn wir uns ganz offen und ehrlich darüber im klaren sind, daß die Neuheitenausstellung nichts weiter ist, als ein Zugeständnis auf die allerdings nicht zu tadelnde Schwäche des Kürschners, nämlich eine Auszeichnung zu erhalten, die er in Fenster und Briefbogen anbringt, dann wissen wir auch, was in Zukunft zu tun ist. Die Neuheitenausstellung soll Spitzenleistung modischen Könnens zeigen, nichts weiter. […]“
Im Jahr 1954 nahm die Pelzbranche der DDR die Tradition in Leipzig erneut auf, anfangs ebenfalls als Neuheiten-Ausstellung bezeichnet.

### Deutsche Pelzmodenschau

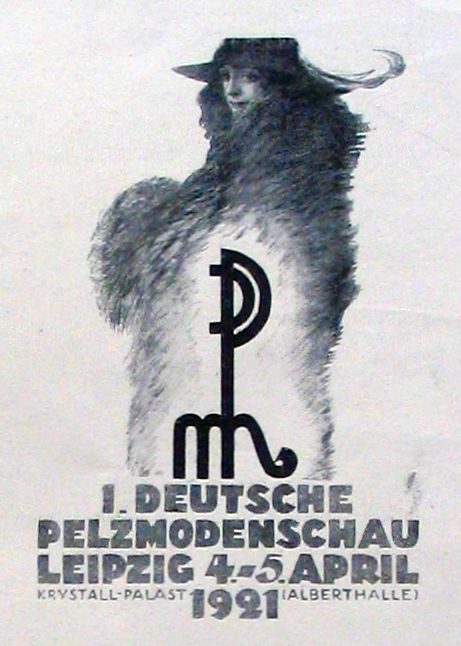
Emblem zur ersten Deutschen Pelzmodenschau 1921

Ab 1921 wurde alljährlich die „Deutsche Pelzmodenschau“ durchgeführt, angeregt durch Mitglieder der Hamburger Pelzbranche. Die erste Modenschau fand am 4. und 5. April im Leipziger Krystallpalast statt. Ausrichter war der Verein Deutscher Kürschner und der Verband der Deutschen Modeindustrie. In einer gleichzeitigen Denkschrift hieß es: „Der Zweck dieser bedeutenden Veranstaltung ist, in erster Linie der Pelzkonfektion, den Rauchwarenhändlern und der Verarbeitungsindustrie einen Anreiz zu bieten, auf dem eingeschlagenen Wege zu Vervollkommnung mit voller Kraft weiterzubauen, um Arbeit, Umsatz und Ansehen zu erhöhen. Das Ziel der Pelzmodenschau geht dahin, der deutschen Pelzmode nicht nur in Deutschland, sondern in der ganzen Welt allmählich eine führende Rolle zu verschaffen und sie somit vom Auslande unabhängig zu machen.“
Die künstlerische Leitung hatte der Grafiker Erich Gruner übernommen, der zuvor das Wahrzeichen der Leipziger Messe, das große Doppel-M (MM) entworfen hatte. „Die Presse zeigte sich voll des Lobes“, „sie war die Attraktion der Leipziger Ostermesse“. Hatten die Ausrichter in der Pelzmodenschau anfangs nur ein Experiment gesehen, beschlossen sie „durch den regen Zuspruch ermutigt“ jetzt jährlich eine Deutsche Pelzmodenschau auszurichten. Den Ausrichtern war damals bereits wenig an betont absatzorientierten Ausstellern gelegen, die Veranstaltung sollte vor allem der Modeentwicklung dienen, war doch bis dahin die französische und belgische Pelzmode weiterhin drückend überlegen. Man fürchtete sogar, gegenüber den dortigen Arbeiten nicht bestehen zu können. Die Deutsche Pelzmodenschau übertraf jedenfalls alle Erwartungen, das Leistungsvermögen der Pelzwirtschaft allgemein war offensichtlich unterschätzt worden.
Die ersten beiden Modenschauen, 1921 und 1922, standen mehr oder weniger im Zeichen der Inflation. Die erste Pelzmodenschau kostete 155.000 Mark, der Eintrittspreis betrug 10 Mark. Jeder Teilnehmer musste für jedes seiner vorgeführten Modelle 300 (Inflations-)Mark bezahlen, die Kürschner bekamen gegenüber den Konfektionären ab dem dritten Teil einen Vorzugspreis von 200 Mark. An der ersten Modenschau beteiligten sich 37 Großbetriebe und 28 Kürschner, weniger als die Hälfte der eingesandten Modelle wurden ausgewählt. Zwischen 1921 und 1938 lag die durchschnittliche Beteiligung bei 40 Konfektionären und 32 Kürschnern. Man war bestrebt, nicht nur exklusive Modelle aus hochwertigen Fellarten zu zeigen, sondern, wie es in den Ausschreibungen hieß, „Es sind vielmehr auch schlichte, einfache Modelle, die die neue Linie zeigen und für die … Kundschaft tragbar sind, erwünscht“. Auffallend regelmäßig beteiligten sich vor allem immer dieselben Kürschner, anders als bei der länger eingeführten Neuheiten-Ausstellung.
Am ersten Tag war die Deutsche Pelzmodenschau »offen«, an diesem Tag sollte sich jedermann einen Eindruck von der Leistungsfähigkeit der Kürschnerbetriebe und der Pelzkonfektion verschaffen können. Am zweiten Tag wurden durch eine Jury die besten Kollektionen ermittelt. Im Jahr 1921 belegte München den ersten Platz, Berlin den zweiten und Leipzig den dritten. Der Zeit entsprechend, jedoch von den eigentlichen Modenschauen getrennt, fanden „möglichst farbenprächtige Revuen“ statt. 1928 war es die „Pelzmodenschau in Utopia“, 1928 betitelt „Der Kronenzobel“. Als Künstler traten Bühnenlieblinge der 20er Jahre auf, wie die Operettensängerin Therese Wiet (1885–1971) und ihr Ehemann, der Schauspieler Rudi Gfaller (1882–1972). Walter Fellmann stellte 1989 rückblickend fest: „Für die Stadt der Pelze brachte die Deutsche Pelzmodenschau eine Zäsur. Von der Modenschau gingen Impulse aus. Sie wirkte anspornend, umsatzfördernd und geschmackbildend. Sie bereicherte Leipzig um eine weitere Attraktion.“ Die erste Modenschau war so erfolgreich, dass man im darauffolgenden Jahr davon ausging, dass die Veranstaltung sich ohne zusätzliche Mittel selbst tragen wird. Tatsächlich war die Nachfrage so stark, dass in der Alberthalle des Krystallpalastes zu den vier geplanten, ausverkauften, eine fünfte Modenschau durchgeführt wurde.
Die ersten drei Jahre fanden die Modenschauen im Zirkusgebäude des Krystallpalastes statt. Ein Auszug aus der überschwänglichen Schilderung von Philipp Manes, der sogar „einen neuen Abschnitt der Geschichte“ der Pelzbranche erkannte, lässt erahnen, wie anders 1922 eine Modepräsentation ablief:
„Mit hochgespannten Erwartungen betreten wir die Kuppelhalle, in der Erich Gruner wieder mit gewohnter Meisterhand das Zepter schwingt. Ihm zur Seite steht als Oberspielleiter Otto Stöckel. Der Arenasand ist verschwunden, ein Parkettboden entstand, in dessen Mitte ein Felsgebild aufragt, um das sich die Handlung des Tierspieles, von Walter Querll in meisterhafte lustige Verse gebracht, rankt. Der Inhalt des lustigen Spiels ist folgender: Jagdhörner hinter der Szene, Hundegebell, man hört einige Schüsse fallen und ein Leopard springt mit mächtigem Satze herein, ein Bär wackelt behäbig hinterher. Die Tiere klagen einander ihr Leid, daß der Mensch ihnen keine Ruhe läßt, daß sie beständig um ihr Leben zittern müssen und sie beschließen beim König des Waldes, dem Löwen, zu protestieren gegen diese unerhörte Vergewaltigung. […] Er tut seinen Untertanen kund, daß seine Macht nicht ausreiche, um dem Uebel zu steuern, daß nur eine helfen könne, Diana, die Göttin der Jagd, die Königin der Fluren und sie erscheint nun auf einem von Hirschen gezogenen Wagen und singt ein Loblied auf den Frühling und verspricht als Friedensbringerin zu kommen. Die Tiere sollen aber selbst urteilen, ob ihre Klage berechtigt sei. Der Hauptschuldige sei der Modeteufel, den mögen sie anklagen und mitten unter den Tieren steht plötzlich, nachdem er seine tierische Verkleidung abgeworfen hat, der Modeteufel wiederum wie im vorigen Jahr verkörpert von der reizenden anmutigen Lina Carsten[s]. Er sagt den Tieren, wie sie sich selbst untereinander zerfleischen und daß der einzige der sie zu Ehren brächte, der vielverklagte Mensch sei.
»Was aber tut der Mensch den Ihr verklagt?
Er rückt Euch in das Strahlenlicht der Sonne.
Er sorgt dafür, daß jeder nach Euch fragt.
Auf seinen Schultern trägt er Euch voll Glück und Wonne
[…]
Ich sag Euch, selbst der allerärmste Fratz
'nen Mantel hat mit Pelzbesatz.
Was wüßte wohl die Welt von Eurem Leben?
Der Mensch, der Mensch hat Eurem Dasein Sinn gegeben! -
Des Waldes Schattendasein ist für Euch verderblich:
Der Mensch erst macht Euch allesamt unsterblich.«
Und nun zeigt der Modeteufel den erstaunten Tieren, was alles aus ihren Fellen geschaffen wird.[…]“
Die dritte Modenschau im Jahr 1923 unter dem Motto „Mode ist Trumpf“ war wieder ein großer Erfolg. Allerdings erst 1924 fand die Veranstaltung unter normalen wirtschaftlichen Verhältnissen statt, nachdem im Jahr zuvor die Inflation mit der Umstellung auf die „Renten-“ beziehungsweise „Goldmark“ beendet worden war. In der Alberthalle des Krystallpalastes fanden Modenschau und Spiele als Märchen aus Tausendundeiner Nacht statt, wiederum betreut durch Rudi Gfaller. Lag der Schwerpunkt in den Vorjahren noch auf den kleinpreisigen Pelzgarnituren, Muff, Schal und Mütze, war der Muff jetzt völlig passé und alles Interesse konzentrierte sich jetzt auf Mäntel, Jacken, Capes und „echte Füchse“. Nachdem man sich die Zirkusspiele übergesehen hatte – im großen Zirkusrund waren zudem „irgendwelche Art des Pelzes, Qualität, Form kaum noch in Ruhe zu erkennen. Die Entfernungen waren zu groß, und die Buntheit der Umgebung und die Tausende von Menschen erschlugen ja jede Wirkung“ – verlegte man die Veranstaltung ab 1926 auf die Bühne des Leipziger Zentral-Theaters. Die Organisation hatte nun der Reichsverband der deutschen Rauchwarenfirmen übernommen. Mit dieser, jetzt konzentrierten Modenschau wurde der gut besuchte Messe-Montagabend zum Festabend der Gesamtbranche überhaupt.
Ihre Fortsetzung fanden die Moden- und Leistungsschauen bis in die Zeit nach dem Zweiten Weltkrieg, mit der Pelzmesse in Frankfurt am Main, mit Pelzmodellwettbewerben in der DDR und dem bis heute stattfindenden jährlichen Modellwettbewerb des Kürschnerhandwerks. Deren Ergebnisse wurden, neben einem Pressetermin mit kleiner Auswahl, in der Regel nur branchenintern vorgeführt.

### Pelzmodellwettbewerb der DDR

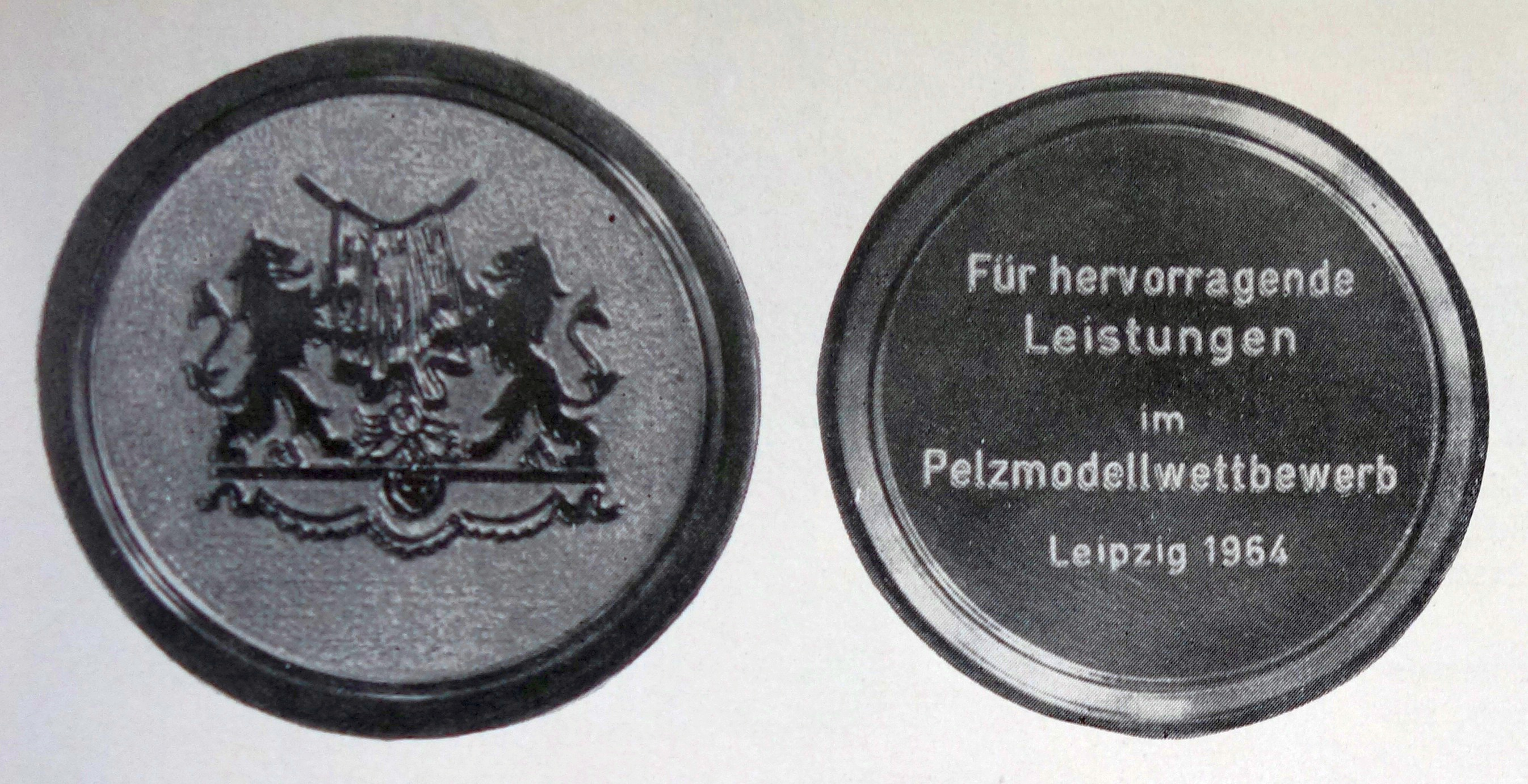
Siegerplakette des ersten Pelzmodellwettbewerbs der DDR, Leipzig 1964

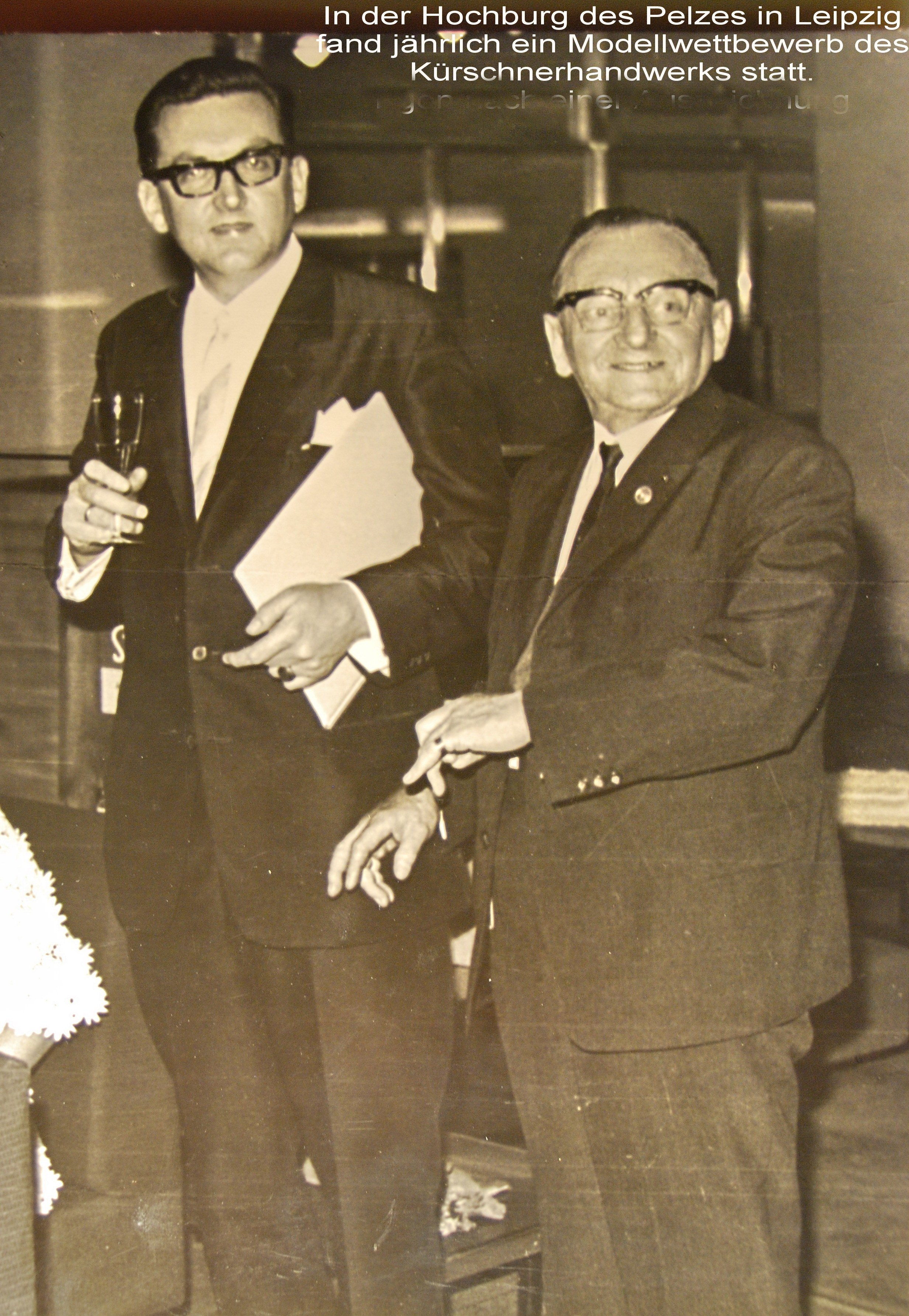
Kürschnermeister Egon und Fritz Toursel beim Pelzmodellwettbewerb der DDR (etwa 1964?)

Auf Initiative der Leipziger Kürschner wurde im Mai 1954, neun Jahre nach Kriegsende, in der jetzt sozialistisch ausgerichteten DDR mit jetzt privaten, halbstaatlichen und staatlichen Betrieben, erstmals wieder ein Kürschnertag mit einer Neuheiten-Ausstellung veranstaltet. Die Gesamtleitung übernahm der Leipziger Kürschnermeister Friedrich Malm, der 1951, zusammen mit August Dietzsch, ein für die Kürschnerei wichtiges Fachbuch veröffentlicht hatte. Die Ausstellung von Produkten verwandter oder einschlägiger Handwerke war erwünscht, soweit der Aussteller in die Handwerksrolle eingetragen war oder als industrieller Kleinbetrieb von der Handwerkskammer betreut wurde. Die Neuheiten-Ausstellung fand an drei Tagen im Ringmessehaus statt, am vierten Tag gab es eine Modenschau vor Fachleuten, außerdem am vierten und fünften Tag je zwei öffentliche Modenschauen im „Felsenkeller“. Zur Abschlussfeier mit Festball am Abend des darauffolgenden Tages war festliche Kleidung erwünscht.
Im Jahr 1971 erfolgte noch einmal ein Einschnitt. Hatte sich das private Handwerk bis dahin innerhalb gesetzter Grenzen entwickeln können, wurden alle Betriebe, die bis dahin industriell tätig waren, in Staatseigentum überführt. Das private Handwerk existierte dennoch bis zum Ende der DDR, wenn auch durch staatliche, restriktive Maßnahmen kontrolliert. Am Leistungsvergleich durften Betriebe aller Eigentumsformen teilnehmen.
In der Pelzfachzeitschrift Der Brühl wurden die Kürschner 1964 erstmals nicht zur Teilnahme an der Neuheiten-Ausstellung aufgerufen, sondern, ähnlich wie dem in der Bundesrepublik, zu einem vom 11. bis 14. März des Jahres in Leipzig stattfindenden Pelzmodellwettbewerb. Gesucht wurde „das schönste Pelzmodell“. Zur Ausscheidung hatten 27 Teilnehmer 76 Modelle eingeschickt, die mögliche Höchstzahl pro Betrieb betrug fünf Teile. Da das Deutsche Modeinstitut Berlin wegen fehlender Fachkenntnisse keinen Vertreter in die 7-köpfige Jury entsandt hatte, kam an deren Stelle die Modegestalterin und Moderedakteurin Töpfer. Neben Mitgliedern des Kürschnerhandwerks betätigte sich auch die für die Durchführung des Wettbewerbs besonders engagierte Brühl-Redakteurin Gisela Unrein als Jurymitglied. In Änderung des ursprünglichen Vorhabens wurden anstatt eines Wanderpokals in alter Tradition, wie in der Bundesrepublik, dort Goldmedaillen genannt, wieder Siegerplaketten verliehen, für die Plätze 5 bis 9 gab es Erinnerungsteller, für alle übrigen Teilnehmer eine Urkunde. Unter den 18, zumindest mit einer Urkunde bedachten Betrieben befanden sich 13 private Kürschnereien. Am Leistungsvergleich beteiligte sich ein Staatsunternehmen der ČSSR. Seit der Herbstmesse 1967 stellte die Rauchwarenindustrie der DDR ihre Erzeugnisse im eigenen Messehaus aus, dem Kongressgebäude Brühlzentrum am Sachsenplatz. Die auf der Leipziger Messe gezeigten Modelle der Kürschner nahmen, sehr beachtet, am internationalen Pelzmodellwettbewerb der Länder des Rats für gegenseitige Wirtschaftshilfe (RGW-Staaten) teil.
Die Mitglieder der ersten Jury waren:
Rolf Kretzschmann, Kürschnermeister, Komplementär der Firma Rolf Kretzschmann, als Vertreter der halbstaatlichen und staatlichen Betriebe.
Ing. Günter Kümmel, Kürschnermeister, Produktionsbereichsleiter für die Konfektion des VEB Rauchwarenkombinat Leipzig, als Vertreter der VU Pelzbekleidungsindustrie.
Ing. Hans Günther Mühe, Kürschnermeister, Leiter des ZMB Pelz Leipzig, als Vertreter des Musterbüros.
Heinz Stamm, Kürschnermeister, Inhaber der Firma Paul Stamm, Leipzig, als Vertreter des privaten Kürschnerhandwerks.
Helmut Weck, Kürschnermeister, Vorsitzender der PGH „Leipziger Pelzmode“ und Stellvertreter des Vorsitzenden der Handwerkskammer des Bezirks Leipzig als Vertreter der Produktionsgenossenschaften des Kürschnerhandwerks.
Dipl. rer. oec. Gisela Unrein als Vertreterin der Zeitschrift „Der Brühl“.
Frau Töpfer, Vertreterin der Zeitschriften „Das Schneiderhandwerk“ und „Bekleidung und Maschenware“.
Nach einem Punktsystem zwischen 1 und 15 wurden von den Pelz-Fachleuten getrennt die fachliche Ausführung und der modische Aspekt beurteilt, die beiden Pressevertreterinnen beurteilten nur die modische Stimmigkeit.
Den ersten und zweiten Platz errangen Staatsbetriebe, die VEB Rauchwarenmarkt Leipzig für ein klassisches Persianerkostüm mit schwarzgefärbtem Marderkragen, dazu Marderhut und Persianermuff; als Zweiter die VEB Treffmodelle Berlin mit einem sportlichen Indisch-Lamm-Mantel mit in Ton in Ton gehaltenen Lederpaspeln und dazu abgestimmter Pelzkappe. An dritter Stelle folgte der Handwerksbetrieb des Kürschners Rolf Kretschmann aus Leipzig für einen „schicken schwarzgefärbten Persianer mit Glanzlederkragen, -taschenpatten und -knöpfen“. Nach dem VEB Dienstleistungskombinat Halle – Abteilung Pelze kam als fünfter prämierter Betrieb das Unternehmen VHJ Kara, Trutnov, Kožišnické aus der Tschechoslowakei „mit einem fachlich ausgezeichneten Mantel aus gefärbtem, ausgelassenen Peschanik“. Ihr Vertreter, Herr Barbor, war nach Leipzig gekommen und hatte bereits als Zuschauer der Bewertung der Jury beigewohnt.
Nach den Erfahrungen des ersten Pelzmodellwettbewerbs wurde beschlossen, weil nicht jeder Betrieb auf alle Fellarten zugreifen kann, im nächsten Jahr Goldmedaillen nach Materialgruppen zu vergeben, „Kanin“, „Zickel“, „Lamm“ und „Schaf (außer Persianer, Indisch Lamm, Bagdadlamm)“ und „Exklusiv“ für alle Edelware. Die Teilnahmegebühr, in der Ausschreibung „Laufgeld“ genannt, betrug pro Teil 10 Mark, für Modelle der Materialgruppe Exklusiv 20 Mark. Auch soll der Wettbewerb das nächste Mal in einem größeren Rahmen zur Internationalen Leipziger Generalauktion, im April 1965, im Haus Leipzig durchgeführt werden, verbunden mit einem großen Kürschnerball.
Die separaten ostdeutschen Wettbewerbe endeten mit dem Beitritt der DDR zur Bundesrepublik.

### Internationaler Design-Wettbewerb des deutschen Kürschnerhandwerks

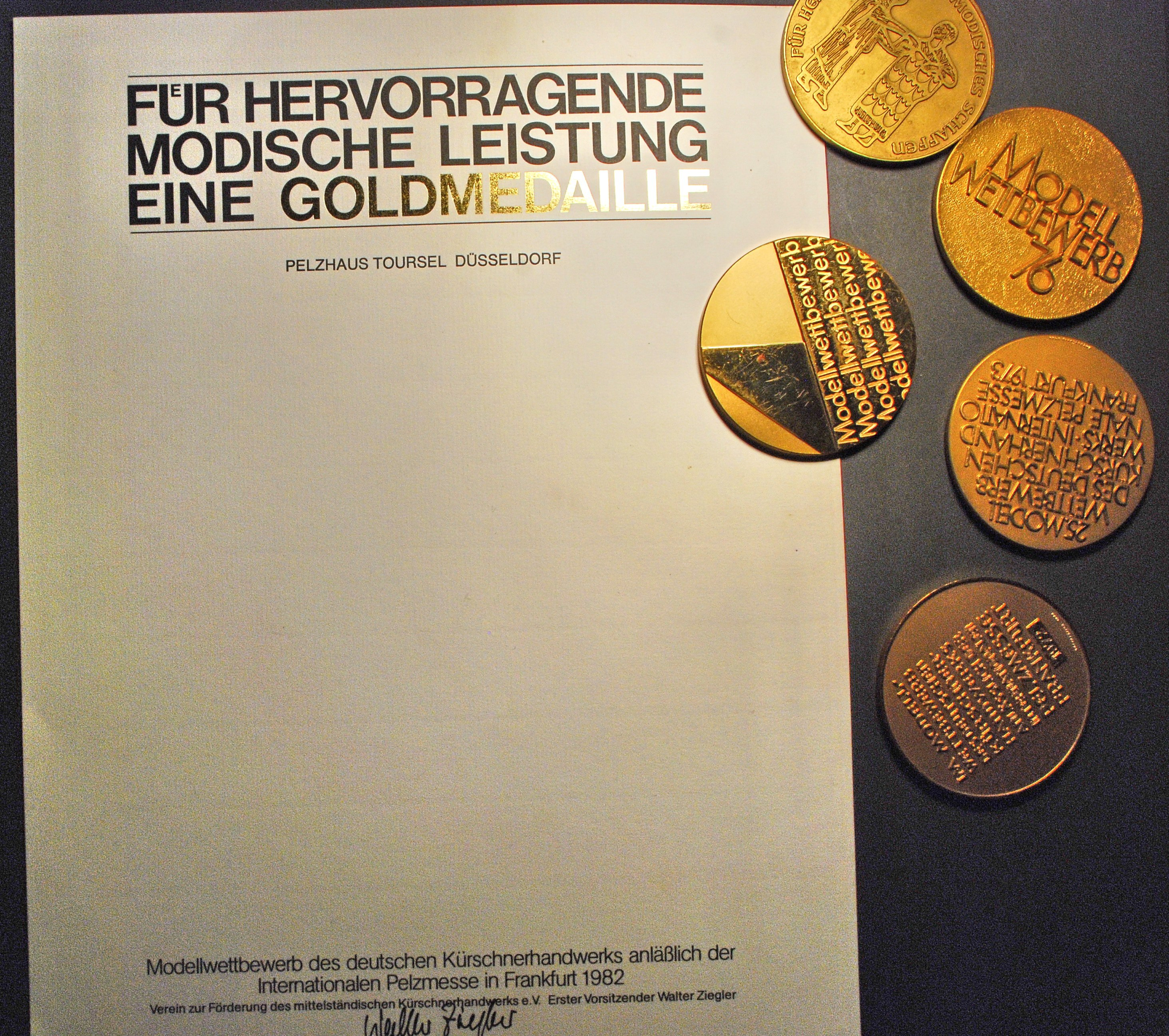
Urkunde (1982) und Medaillen

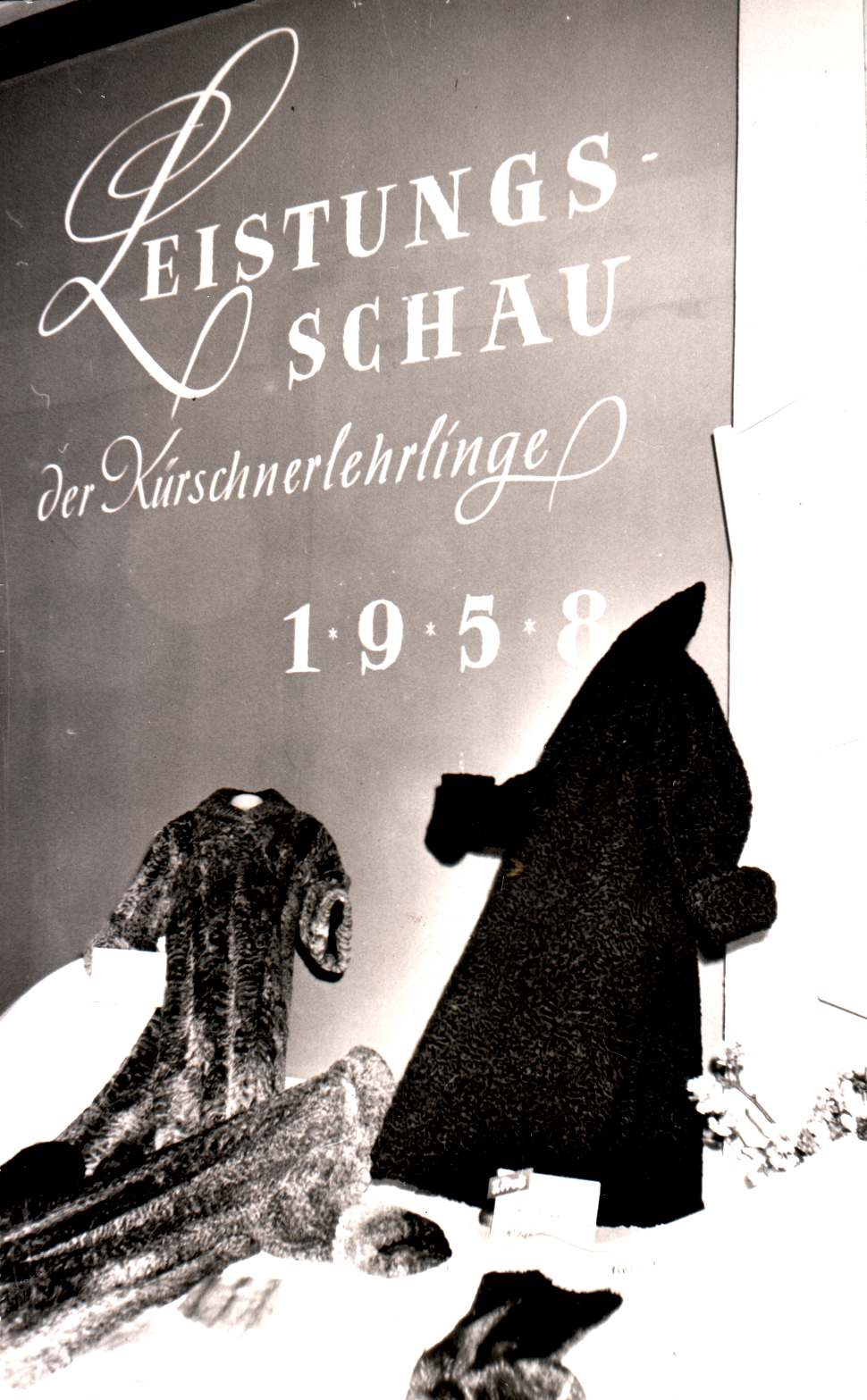
Ausstellung der prämierten Lehrlingsmodelle (1958)

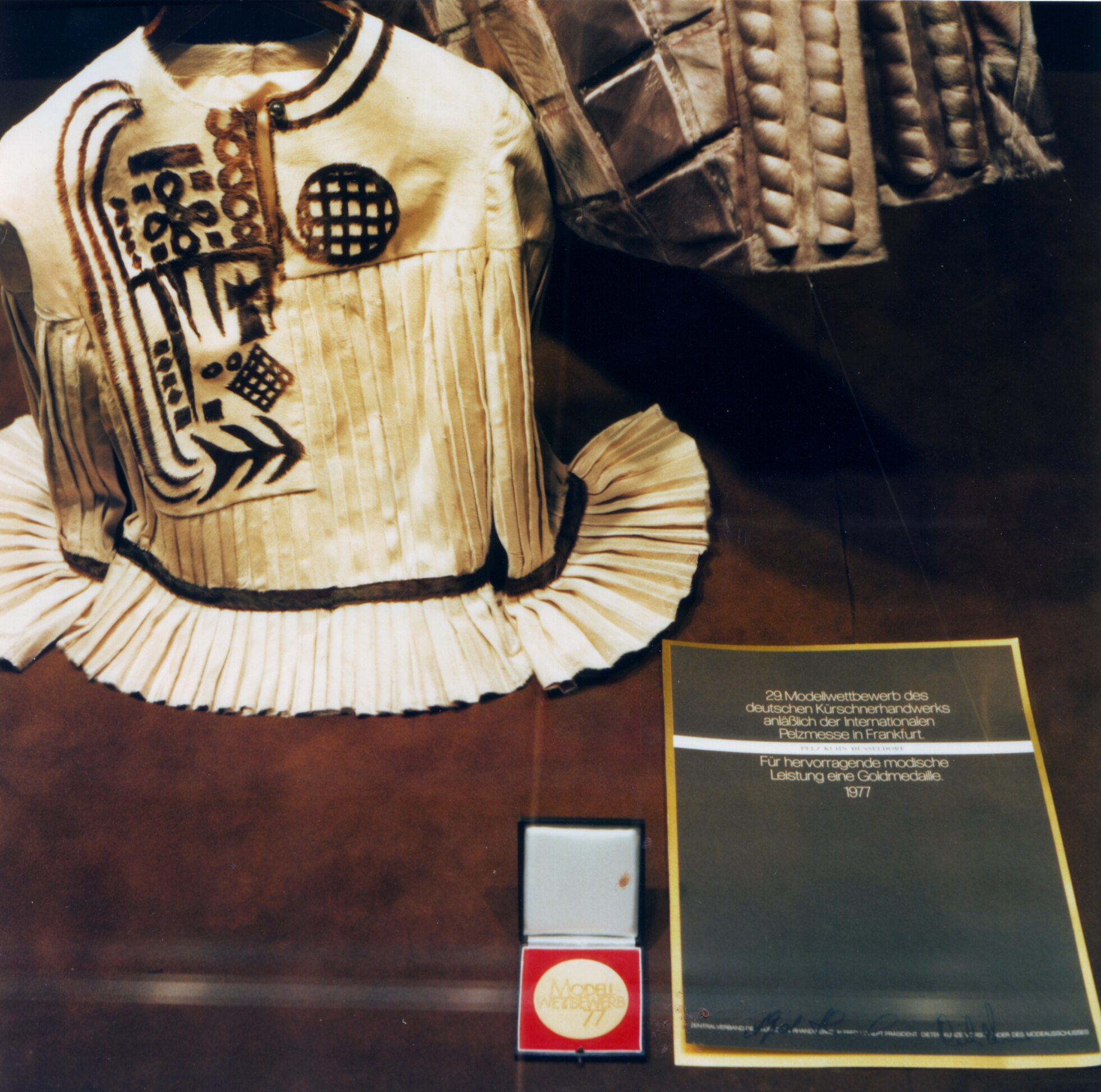
Prämierter Iran-Breitschwanz-Jumper, ausgestellt mit Medaille und Urkunde, Pelzmodelle Kuhn, Düsseldorf (1977)

Nach 10-jähriger Pause der Kriegs- und Nachkriegszeit fand der nächste Leistungswettbewerb des deutschen Kürschnerhandwerks nicht mehr in Leipzig statt, sondern 1949 in Westdeutschland in Frankfurt am Main, ohne die Kürschner aus der sowjetischen Besatzungszone. Im Palmengarten gab es eine Modenschau mit einem anschließenden „Kürschnertag“. In Frankfurt hatte sich innerhalb kurzer Zeit um die Niddastraße ein Pelzzentrum, ähnlich dem Brühl in Leipzig, entwickelt. Gleichzeitig wurde in Frankfurt die erste deutsche Pelzmesse der Nachkriegszeit veranstaltet, eine Verbindung nach Leipziger Brauch, die fast durchgängig bis zur letzten Pelzmesse im Jahr 2008 beibehalten wurde. Wie ähnlich vor dem Krieg war die Veranstaltung als Leistungsschau (bzw. Pelzmodenschau) des Kürschnerhandwerks bezeichnet, spätere Bezeichnungen ersetzten die „Modenschau“ durch „Modellwettbewerb“, dann „Internationaler Pelz-Design-Wettbewerb“, dann kürzer „Internationaler Design-Wettbewerb“, im Jahr 2009 auch schon mal zusätzlich als „International German Fur Award des Kürschnerhandwerks“.
Veranstalter ist, mit kurzer Unterbrechung, der Zentralverband des Kürschnerhandwerks, damals noch mit der Geschäftsführung in Lüneburg in der britischen Besatzungszone. Die meiste Zeit befand sich die Geschäftsstelle später im eigenen Gebäude in Bad Homburg, derzeit werden die Geschäfte von der Kreishandwerkerschaft Kaiserslautern wahrgenommen. Trotz der schwierigen Verhältnisse im geteilten und besetzten Deutschland und gegen alle Befürchtungen war bereits die Teilnahme an der ersten Veranstaltung in Frankfurt beträchtlich. Eine Firma auf der Niddastraße löste die damals noch prekäre Raumnot und stellte ihre Räumlichkeiten für die Vorbereitungen zur Verfügung, so dass am 21. April 1949 die Jury ihre Auswahl treffen konnte. Nach einer Zwischenlagerung der Ware und der Versandkartons in einem Zementlager(!) wurden sie in einer „Leistungsschau“ in Halle 3 der Messe dekoriert und am 25. April 1949 in den Gesellschaftsräumen des Palmengartens von Mannequins vorgeführt. Die Auswahl der prämierten Modelle geschah am 21. April. Die ersten Juroren waren die Kürschner Willy Oehme (Köln), Fritz Schweiger (Köln), Ernst Rühle (Bremen), Hanns Sam (Frankfurt am Main), Heinz Thiemeyer (Münster), Ludwig Riebel (Köln) und Paul Kunze (Mannheim). Nach Abschluss der ersten Nachkriegs-Leistungsschau fand am Abend des 25. April in den Gesellschaftsräumen des Palmengartens eine „grandiose Modenschau“ und ein festlicher Ball statt.
Im Jahr 1967 verlief der Leistungswettbewerb des deutschen Kürschnerhandwerks, wie er ab jetzt hieß, in etwas kleinerem Rahmen im Pavillon A, später dann mit rund 1000 m² in der Halle 5a.

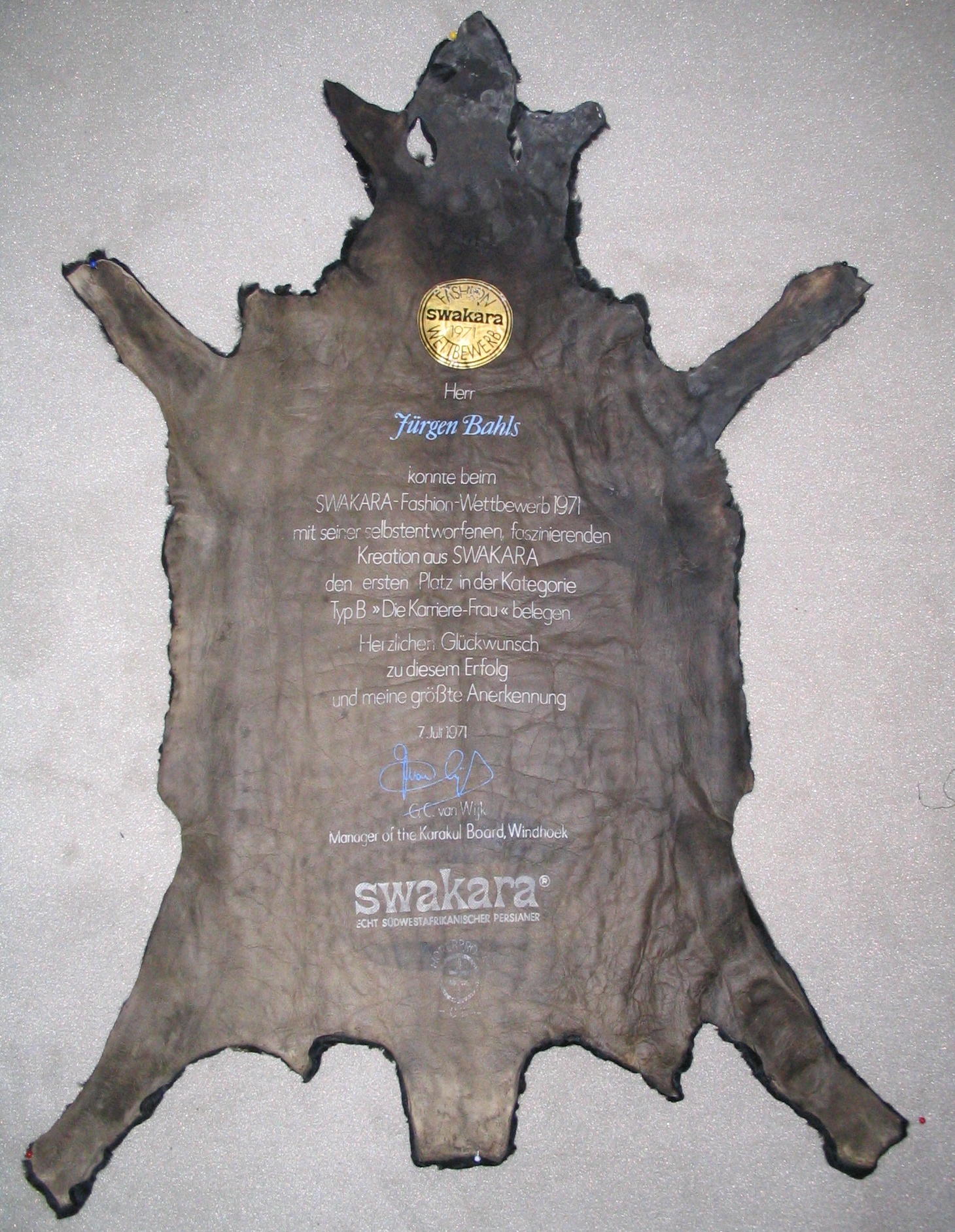
Auszeichnungsurkunde auf einem Swakara-Persianerfell (1971)

Wollte man in den frühen deutschen Gemeinschaftsschauen der Kürschner wesentlich auch schlichte, leicht verkäufliche Pelze zeigen, waren bei den fast nur Fachbesuchern gezeigten Siegermodellen vor allem fachliche und modische Innovationen gefragt, die allerdings trotzdem eine gute Gebrauchstauglichkeit aufweisen sollten. Die Gewinner des Wettbewerbs erhielten jeweils eine „Goldmedaille“ und eine Urkunde für „hervorragende modische Leistung“, zeitweilig die Sieger der Ausschreibungsgruppen eine zusätzliche Trophäe. Später bekamen eine Zeit lang die gerade eben nicht platzierten Firmen zwar keine Medaille, aber doch eine Urkunde. Die Anzahl der Einsendungen für ein Unternehmen war begrenzt, meist auf sieben Teile, ein Betrieb konnte jedoch jedes Jahr nur eine Auszeichnung erhalten. Der Text für die Werbung mit der Goldmedaille war entsprechend reglementiert. Um kleine, weniger finanzstarke Betriebe vor Ort nicht zu benachteiligen, durfte nicht mit der Anzahl der prämierten Pelze geworben werden. Der Ausschreibungstext legte die zugelassene Werbung rigoros einschränkend fest. Verstöße waren mit dem Ausschluss von einem oder mehreren künftigen Wettbewerben bedroht, ein dreimaliger Verstoß mit dem endgültigen Ausschluss:
„Die Werbung mit der erfolgreichen Beteiligung am Modellwettbewerb ist nur dem Teilnehmer gestattet und muss sich in allen Veröffentlichungen auf den Hinweis beschränken: »Ausgezeichnet mit einer Goldmedaille für hervorragende modische Leistung anlässlich des Modellwettbewerbs des deutschen Kürschnerhandwerks (mit Jahreszahl)«.“
„Verlautbarungen in Wort und Schrift dürfen Hinweise auf die Stückzahl oder die Punktzahl der gewählten Modelle nicht enthalten.“
Regelmäßig lobten zudem große Pelzhandels- und Rauchwarenauktions-Unternehmen extra Trophäen für Pelze aus von ihnen bezogenen Fellmaterialien aus (Canada Majestic, Kopenhagen Fur, Saga Furs, Swakara u. a.).
Wurde ansonsten von den Juroren erwartet, dass sie sich bei der Bewertung ihrer eigenen Modelle der Stimme enthielten, bestand die Jury 2003 nur aus Mitgliedern, die sich nicht selbst am Wettbewerb beteiligten – eine Benachteiligung engagierter hervorragender Firmen, die auf Dauer nicht durchzuhalten war. Wohl auch erstmals waren in diesem Jahr unter den Juroren auch Designer und Journalisten.

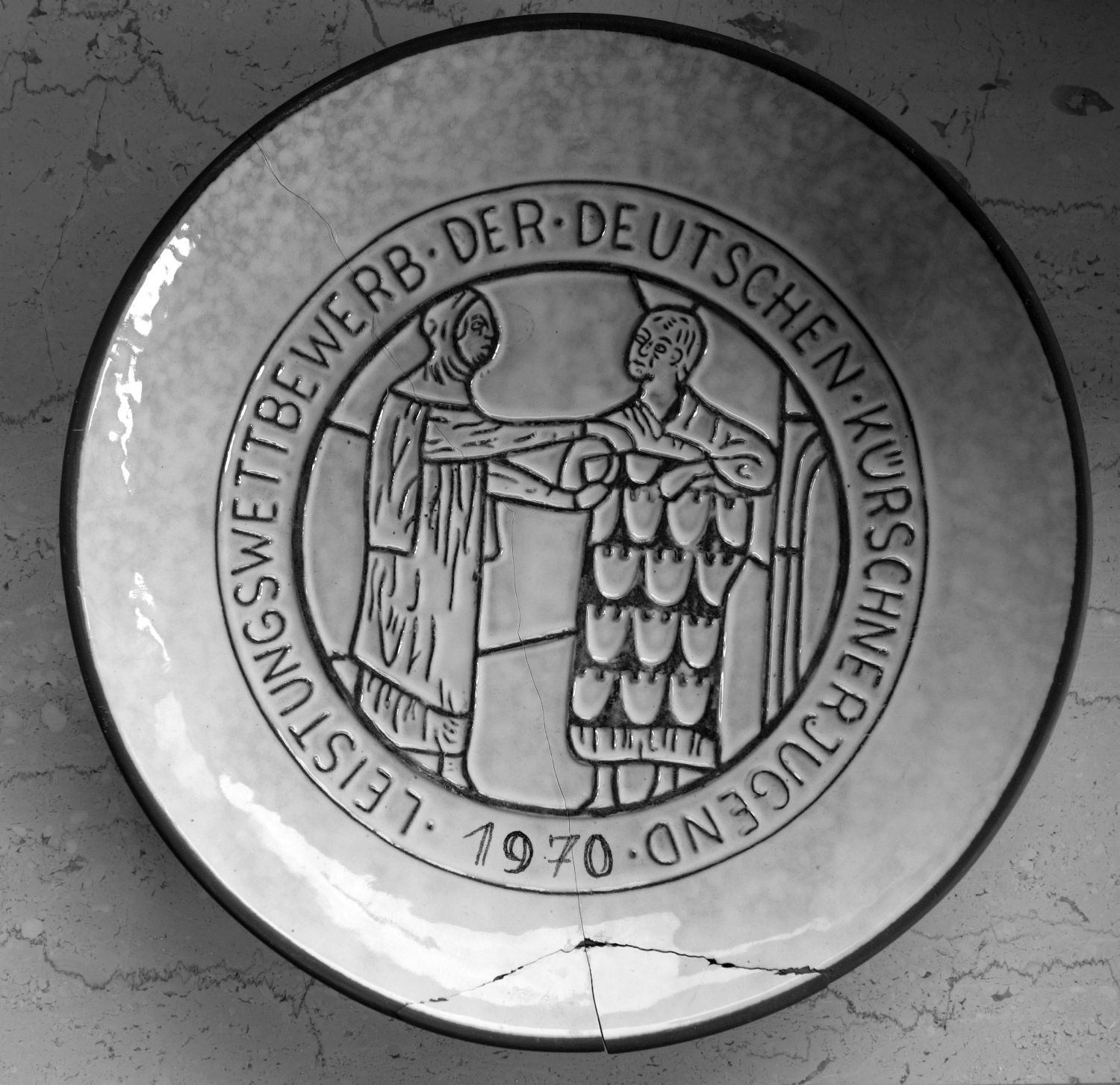
Erinnerungsteller zum Leistungswettbewerb der deutschen Kürschnerjugend (1970)

In den zehn Jahren von 1973 bis 1982 bewegte sich die Zahl der Teilnehmer zwischen 224 und 270 Betrieben, die Anzahl der insgesamt eingesandten Teile zwischen 882 und 1053. Es wurden zwischen 246 und 466 Modelle ausgewählt, die Zahl der Goldmedaillengewinner betrug 122 bis 160.
Bald fanden im Vorfeld des Wettbewerbs sogenannte Modelehrtagungen statt, in denen Mitglieder eines Modeausschusses die kommende Mode ihren Kollegen vorstellten. Zunächst wurden nur die Modewarte der Innungen dazu eingeladen. Als sich jedoch die Beschwerden der Mitglieder mehrten, dass einige Modewarte die erhaltenen Informationen auf den Innungsversammlungen nicht weitergaben, wurde die Veranstaltung für alle Innungsmitglieder geöffnet. Zeitweilig kamen über 1000 Besucher, beispielsweise in die Jahrhunderthalle Hoechst. Referenten waren neben anderen: Olaf Fechner (Berlin), Helmut Feilitsch (Frankfurt am Main), Paul Kunze (Mannheim), Hans Schwarz (Frankfurt am Main), Dieter Zoern (Hamburg). Dieter Zoern setzte sich Mitte der 1990er Jahre unter anderem auf den Modelehrtagungen dafür ein, seine durch einen Generationenwechsel jetzt jüngeren Kollegen für einen moderneren Pelz zu begeistern. Ein Modekreis um Zoern begann, Pelze zu scheren und neue, leichte Formen zu kreieren.
Wie in Leipzig fand der Wettbewerb zur Zeit der Frankfurter Pelzmesse statt, die Auswahl durch eine Jury war am Wochenende vor Messeeröffnung. Die Modenwahl geschah anfangs intern, später wurde sie für alle Mitglieder zugänglich. Die Siegermodelle wurden in einer der Messehallen ausgestellt und eventuell im Rahmen einer Modenschau auf dem Laufsteg vorgeführt. Zeitweilig konnten sich Teilnehmer, deren Teile nicht prämiert wurden, am Ende der Messe von einem Jurymitglied erklären lassen, wie ihr Modell vielleicht hätte erfolgreicher designt sein können, oder ob es besser in eine andere Gruppe eingestuft worden wäre. In manchen Jahren durften zu den Modellen Accessoires mit eingesandt werden, um das jeweilige Bild abzurunden, vor allem aber, um bei der abendlichen Präsentation der ausgezeichneten Pelze ein perfektes Bild zu zeigen. Die Ausstellung war mit einer Leistungsschau der Kürschnerlehrlinge verbunden, ebenfalls hervorgegangen aus einem Wettbewerb (über 1000 Auszubildende in den 1970er Jahren). Als Schlussveranstaltung der Messe fand in vielen Jahren ein „Kürschnerball“ statt, in dem in einigen Jahren die nun abdekorierten Modelle noch einmal im Rahmen einer Modenschau gezeigt wurden. Überlegungen für 1976, den Ball nicht mehr am letzten Tag stattfinden zu lassen, meist ein Sonntag, an dem die Kürschner oft schon zurück in ihre Heimatorte fuhren, wurden wieder verworfen. Die Vorjahresveranstaltung hatte, zusammen mit dem Dinner, immerhin vier Stunden gedauert.
Neben der offiziellen Modenschau wurden die Gruppensieger des Wettbewerbs, zusammen mit den Spitzenmodellen der Bekleidungsindustrie, zu Beginn der Pelzmesse in einer kleinen Präsentation der Presse vorgestellt.
Im Jahr 1976 war der Eindruck entstanden, dass die Besucher der Pelzmesse größtenteils inzwischen nicht mehr zum Kaufen oder Verkaufen kam, sondern um zu sehen und gesehen zu werden, um Kontakte aufrechtzuerhalten, vor allem aber um sich zu informieren und an den gesellschaftlichen Ereignissen, den Modenschauen der Pelzhandelshäuser und dem Kürschnerball mit seiner Modenschau teilzunehmen.
Unstimmigkeiten gab es mit Großfirmen, die sich am prestigeträchtigen Wettbewerb beteiligen wollten, aber von den Kürschnern nicht als typische Handwerksbetriebe akzeptiert wurden. Dazu gehörte vor allem das das Textilhaus Boecker, das etliche Filialen in der Gegend des Ruhrgebiets unterhielt, teilweise mit einer großen Abteilung, durchaus hochwertiger Pelze, sowie das Pelzhaus Gerson in Frankfurt am Main, direkt am Pelzzentrum der Niddastraße gelegen. Das ging so weit, dass es zu anhaltenden gerichtlichen Auseinandersetzungen kam. Egon Gerson (1913–1989) hatte in den Jahren zuvor mit großem Erfolg an den Leistungswettbewerben teilgenommen, auch seine Auszubildenden waren in entsprechenden Wettbewerben außergewöhnlich erfolgreich. Nachdem er sein Unternehmen an den Boecker-Konzern verkauft hatte, kämpfte er als Geschäftsführer erfolgreich dafür, sich weiter am Wettbewerb der Kürschner um eine Medaille bewerben zu dürfen. Als dies ihm vom Gericht zugesprochen wurde, ließ man im Jahr 1983 den Wettbewerb kurzerhand ausfallen. Gegen die Aussetzung klagte Gerson wegen Umgehung eines Gerichtsurteils, allerdings vergeblich. Den Vorschlag des Präsidenten des Oberlandesgerichts, eine extra Modenschau für kleine Kürschnerbetriebe zu veranstalten, oder aber bis zur endgültigen Gerichtsentscheidung Gerson am Wettbewerb teilnehmen zu lassen, hatten die Kürschner zuvor abgelehnt. Der Richter hatte direkt eingeräumt, dass sich eine solche Abgrenzung schwerlich durchführen ließe. Im selben Jahr veranstaltete die neu gegründete Initiative Pelzgestaltung V.I.P. für ihre 100 Kürschner-Mitglieder ihren ersten internen Wettbewerb, der nicht nur vom Obermeister der Düsseldorfer Innung als unfaire Fortsetzung und Konkurrenz zum offiziellen Leistungswettbewerb angesehen wurde. Im Oktober 1984 entschied das Oberlandesgericht Frankfurt, dass die Häuser Gerson und Malkowsky (Dortmund), beide inzwischen zu Boecker gehörend, die wesentlichen Voraussetzungen eines Handwerksbetriebs erfüllen und deswegen aus kartellrechtlichen Gründen von einem bundesweiten Handwerkswettbewerb nicht ausgeschlossen werden dürfen. Die von den Kürschnern beantragte Revision beim Bundesgerichtshof blieb erfolglos. Im Jahr 1985 richtete dann, anstelle des Zentralverbands, ein ganz offensichtlich extra zu diesem Zweck gegründeter Verein zur Förderung des mittelständischen Kürschnerhandwerks e. V. den Modellwettbewerb aus. Er hatte seinen Sitz in Düsseldorf, wo der Obermeister Fredi Vesterling die Kürschnerinnung leitete, der bereits als Vertreter der Düsseldorfer Innung etliche Prozesse wegen unerlaubten Wettbewerbs gewonnen hatte.
In der Regel erfolgte die Ausschreibung für verschiedene Themengruppen, die Gruppensieger erhielten eine besondere Auszeichnung. Im Jahr 2004 waren das beispielsweise:
- „Die GRUPPE - Pelz mit neuem Mut zur eigenen Idee“, Gruppensieger Fechner (Berlin)
- „Die »Kragen-Jacke« - Pelz mit modischem Bekenntnis“, Gruppensieger Sam & Buchmann (Frankfurt am Main)
- „Sport-Pelz - der Pelz als funktionales Lifestyle-Produkt“, Gruppensieger Fechner (Berlin)
- „DER Mantel - (k)ein Klassiker“, Gruppensieger von Schachtmeyer (Bad Oldesloe)
- „Pelz für den Mann - ein fast vergessener Aspekt bedarf der Neubelebung“, Gruppensieger Schwarz (Frankfurt am Main)
- „Accessoires - Pelz-Highlights in kleinen Rationen“, Gruppensieger Giesecke (Berlin).[57]

Finanzstarken, modisch orientierten Unternehmen gelang es häufig, jedes Jahr eine Medaille zu erringen. Aber auch kreative kleine Kürschner waren entsprechend erfolgreich. Besonders hervor tat sich die Firma von Schachtmeyer aus Bad Oldesloe mit einer langen Reihe ununterbrochener jährlicher Auszeichnungen, dicht gefolgt von einer Anzahl, teils ebenfalls nicht in Großstädten ansässigen Kürschnern. Um die Kürschner für die Teilnahme am jährlichen Wettbewerb zu motivieren, durften die Medaillen nicht zu sparsam ausgegeben werden. In vielen Verkaufsräumen von regelmäßig teilnehmenden Betrieben füllten die gerahmten Urkunden und Medaillen zuletzt ganze Wände. In Düsseldorf besonders verlor die Goldmedaille zeitweilig etwas an Werbewert. Im Jahr 1985 kamen von deutschlandweit 141 ausgezeichneten Betrieben zwölf aus Düsseldorf, zehn aus Berlin, je 4 aus Hamburg und München.
In den ersten Jahren bildete der Kürschnerball mit einer Vorführung der vorher auf der Messe ausgestellten prämierten Modelle einen gesellschaftlichen Höhepunkt der Frankfurter Pelzmesse. Er fand in repräsentativen Räumen statt, wie in der, inzwischen abgerissenen, Kongresshalle an der Theodor-Heuss-Allee (1971–1974) mit einer Kapazität von 2400 Personen, im „intimen Stil mit Laufsteg ohne Tanz“ des Ballsaals des Frankfurter Hofs (1976) oder in der Westendhalle des Canadian-Pacific-Placa-Hotels (1977, 1978, 1980, 1984). Es spielten dazu die Ambros Seelos Show Band mit dem Gesangsstar Pompilia Stoian aus Rumänien (1973) oder das Orchester Helmut Weglinski (1975). In anderen Jahren wurden einige der ausgezeichneten Pelze auf der Hauptmodenschau der Messe, zusammen mit den Modellen der Aussteller vorgeführt. Im Jahr 1980 gab es zwar eine erneute Rekordbeteiligung am Leistungswettbewerb, bis 1984 aber keine eigene Modenschau zum Kürschnerball am Schlussabend der Messe mehr.
Im Jahr 1971 fand erstmalig ein Leistungswettbewerb für den Kürschnernachwuchs statt, der zumindest bis in die 2020er Jahre fortgeführt wurde.

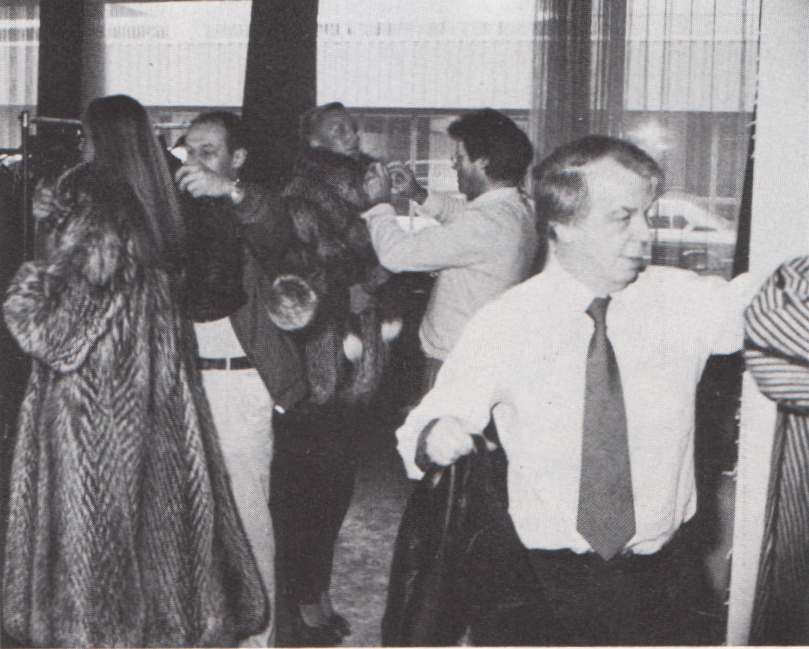
Vorbereitung zur Punktevergabe (1981)

Einige der Veranstaltungen fanden eine besondere Hervorhebung in der Fachpresse:
- 1972: „Es galt überwiegend die Meinung, daß die Vorführung anläßlich des Kürschner-Balls noch nie so glänzend war wie in diesem Jahr. Die gezeigten Modelle erreichten ein kaum erwartetes Spitzenniveau … was man darauf zurückführt, daß die Show zahlenmäßig auf beinahe die Hälfte gekürzt wurde und daß die Modelle rein nach der Punktwertung ausgesucht wurden“.[62][63]
- 1977: „[…] verzeichnete der Leistungswettbewerb der deutschen Kürschner in diesem Jahr eine neue Rekord-Teilnahme, mit einem 17-%igen Sprung gegenüber dem Vorjahr. Nicht weniger als 1058 Modelle wurden eingesandt (von insgesamt 269 Kürschner-Betrieben in allen Teilen Deutschlands).“[64]
- 1981: „Hervorragend war die Leistungsschau der Kürschner. Noch nie in der langen Geschichte des Pelzes gab es eine bessere Auswahl ideenreicher Modelle: Vom Wendemantel bis zu den unglaublichsten Kombinationen von Material. Abgesehen von einzelnen verschrobenen Stücken eine herrliche Kollektion“.[65]
- 1984: Nachdem der Leistungswettbewerb im Jahr 1983 ausgefallen war, beschloss man für 1984 wieder eine Leistungsschau mit Modenschau zum Kürschnerball stattfinden zu lassen. Die Ausrichtung hatte der Hamburger Kürschnermeister und Modeschöpfer Dieter Zoern übernommen. „Zur Messe in diesem Jahr hatten die Kürschner wieder ihren Abend und der feste Wille, diesen wieder zu seinem einstigen früheren Glanz zurückzuführen, wenn nicht gar die früheren Veranstaltungen zu überbieten, war überall zu merken. Der Gast wurde förmlich mitgerissen von dem Engagement, mit dem die Verantwortlichen für diesen Abend ihre vielseitigen Aufgaben anpackten. Beinahe als ob sich alle gesagt hätten: »Jetzt wollen wir wirklich zeigen, welch schönen Abend wir machen können!« […] Besonders deutlich kam dann die Freude an dem wiedergewonnenen Abend in der Begrüßungsrede von Otto Dabs zum Ausdruck. Er gab die Bühne schließlich frei für eine Vorstellung, wie es sie bisher bei den Kürschnerabenden noch nicht gegeben hatte.“[66]
- 1985: Trotz der letztjährigen guten Resonanz in der Fachpresse wurde der Kürschnerball 1985 abgesagt.[67] Stattdessen fand eine Trendkollektionsschau mit Pressekonferenz im Foyer der Oper Frankfurt statt, wieder unter der Federführung von Dieter Zoern: „Selten war eine Präsentation, in der ein Teil der prämierten Modelle aus dem Modellwettbewerb gezeigt wurde, so prädestiniert, neuen Schwung und Freude in den Pelzabsatz zu bringen“.[68] „Diese Show ausgerichtet vom Modeausschuß des Zentralverbandes des Kürschnerhandwerks war ein Lichtblick an einem etwas bedeckten Pelzmodehimmel.“[69]

Modellwettbewerb zu Zeiten der Frankfurter Pelzmesse
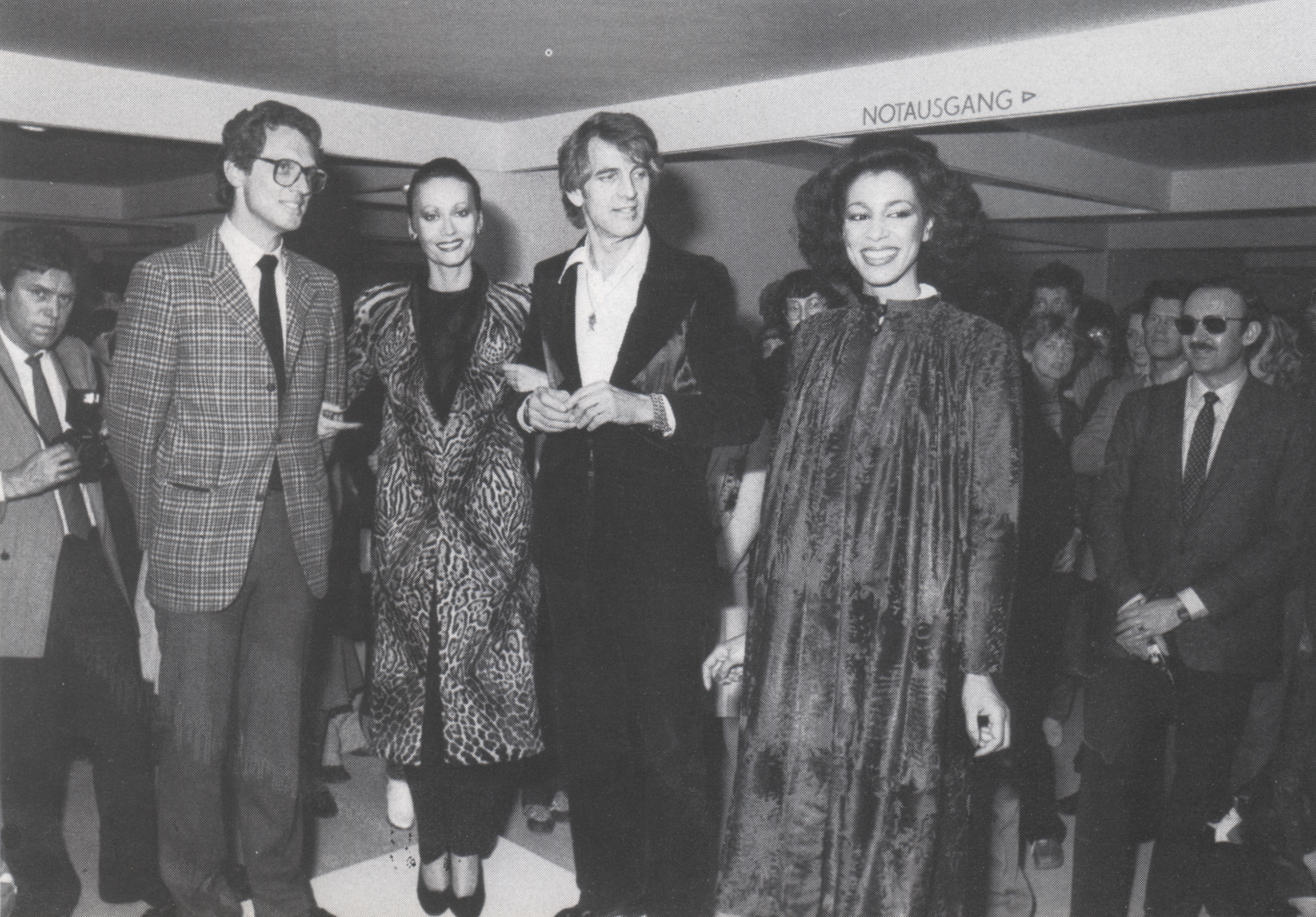
Siegerehrung 1980: Helmut Feilitsch (Mitte) wurde bei diesem Wettbewerb insgesamt sechsmal ausgezeichnet
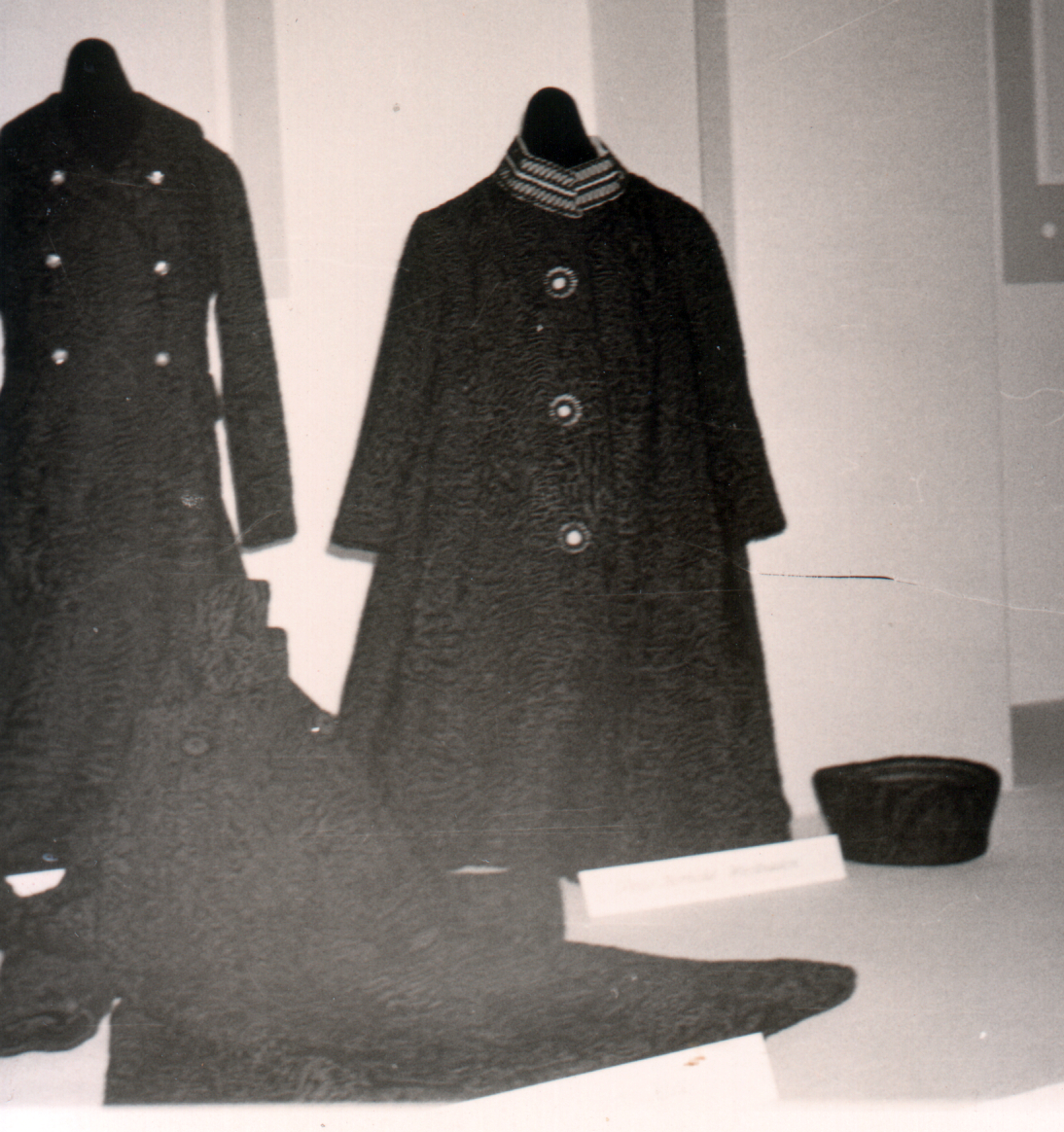
Persianer, der Pelz der ersten Nachkriegs-Jahrzehnte (etwa 1980er Jahre)
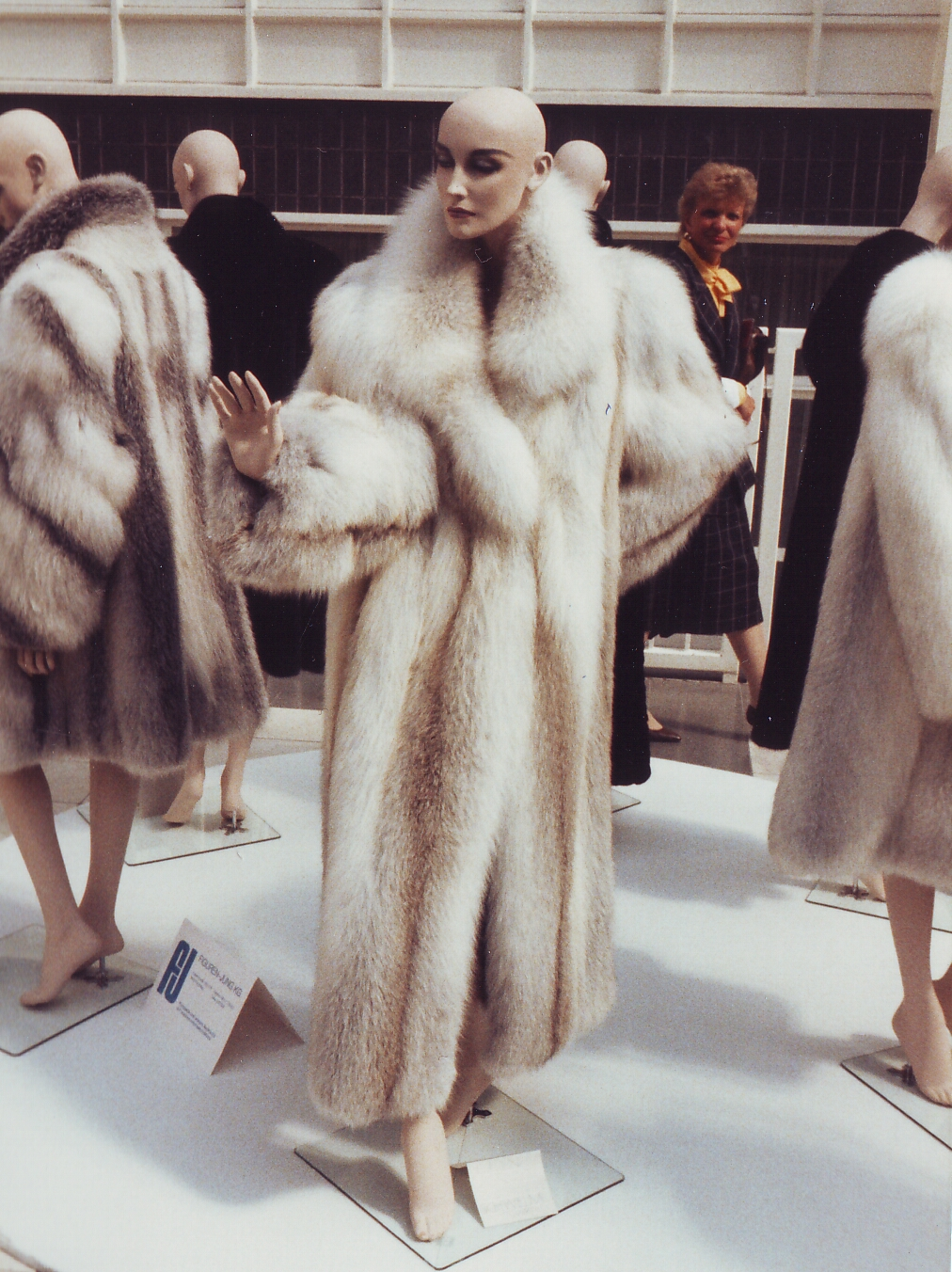
Ausgefallene Fuchsfarben (Pelze Hugendick, 1988)
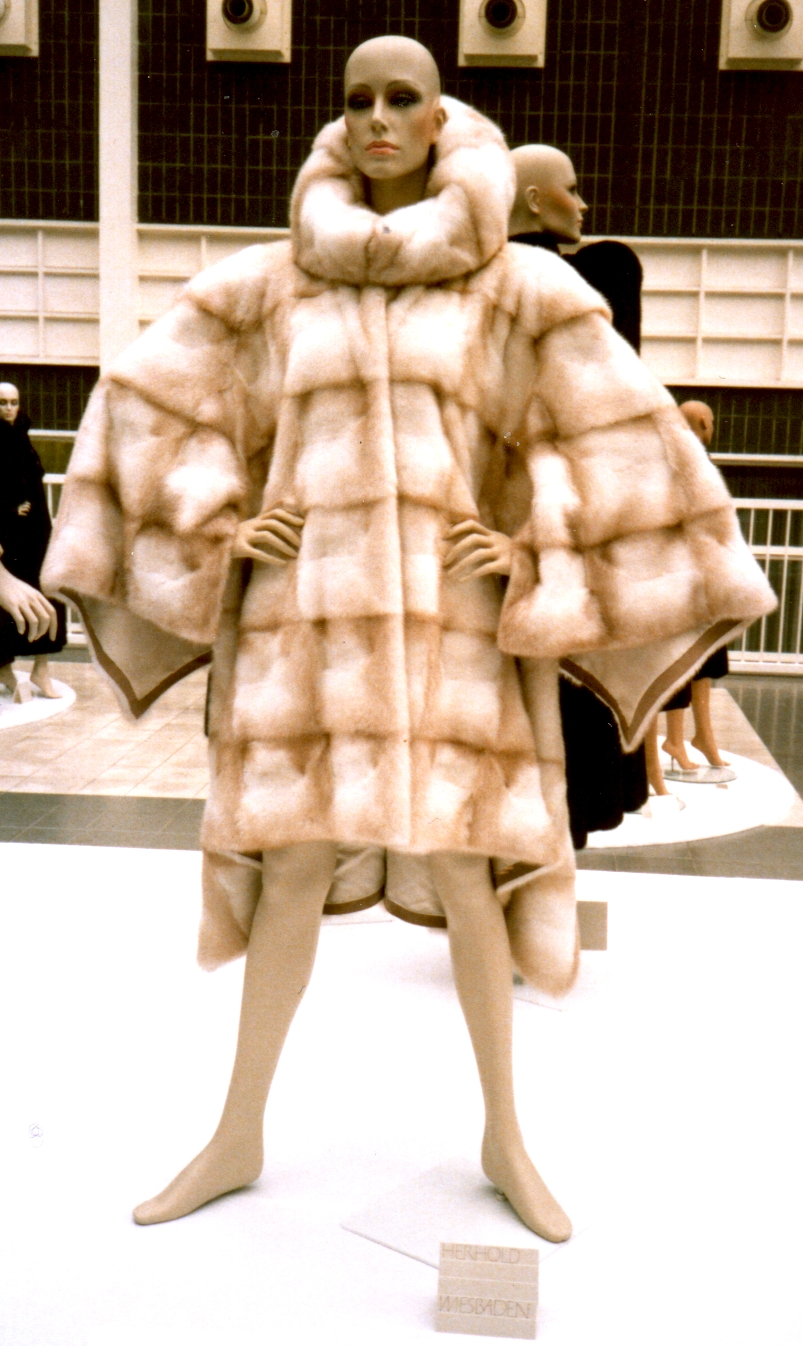
Der Nerz hat den Persianer abgelöst (Herhold-Pelze, etwa nach 1990)

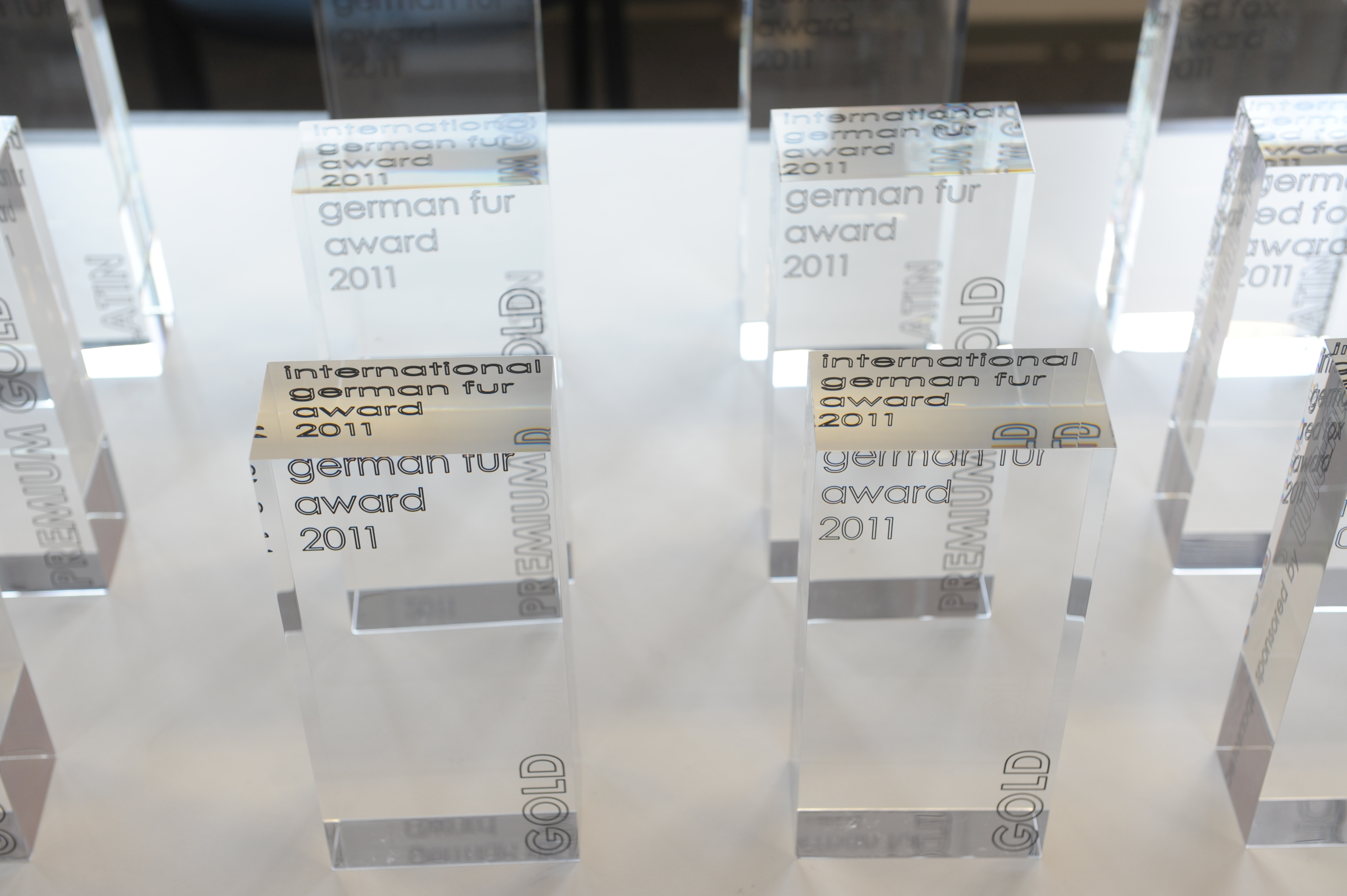
Fur Award 2011

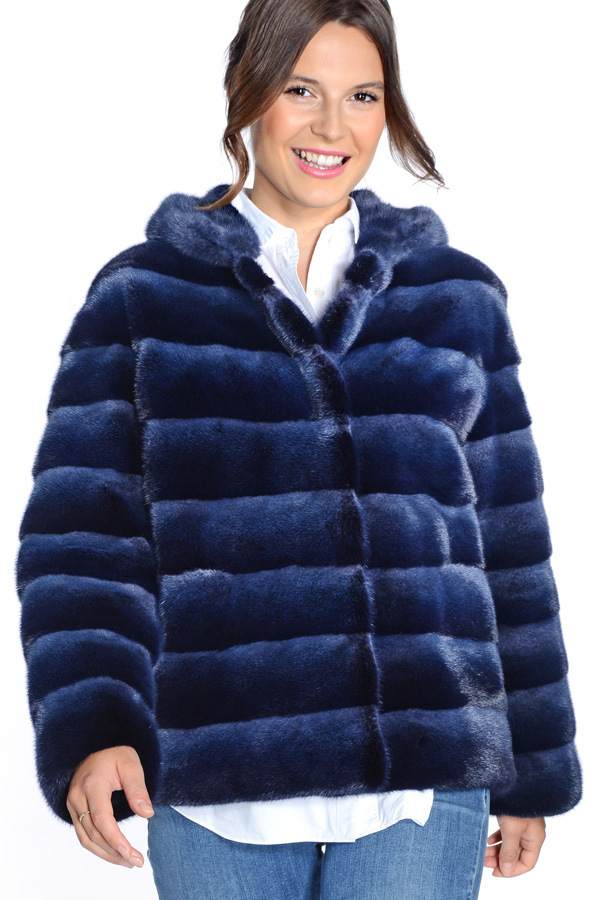
Indigoblaue Samtnerzjacke (Manufaktur Halfmann, 2019)

Im Jahr 2007 versuchten sich die Kürschner erstmals, der schwieriger gewordenen Situation im Pelzmarkt auch mit einer Veränderung des Modellwettbewerbs zu stellen. Der Name wurde von „Modellwettbewerb“ in „Designwettbewerb“ geändert. Die Vorstellung der Modelle sollte jetzt nicht mehr im Frühjahr zur Frankfurter Pelzmesse „Fur & Fashion“ stattfinden, die ohnehin im kommenden Jahr mit der 60. Fur & Fashion eingestellt wurde. Um mehr Presse- und Medienecho zu erreichen, verlegte man die gesamte Veranstaltung einschließlich Mitgliederversammlung nach Berlin, terminlich außerdem näher an die Wintersaison in den September. Die Terminverschiebung brachte für die teilnehmenden Kürschner den zusätzlichen Vorteil, dass sie die Modelle in der sogenannten „stillen Zeit“ des Sommers erstellen konnten. „Eine schöne Modenschau-Party“ kam als Teil der „gebündelten Veranstaltung“ wieder neu dazu. Zur Eröffnung fand eine Schiffsfahrt um die Museumsinsel statt. Ein Fachjournalist stellte anschließend vorausahnend fest, dass das Niveau der zum Wettbewerb eingereichten Teile alles Bisherige in den Schatten stellte und dass es aufgrund des gewaltigen Einsatzes und Aufwands im Vorfeld eine solche Veranstaltung wohl so schnell nicht wieder geben dürfte. Das erhoffte Medienecho fiel jedoch, vermutlich verursacht durch eine Organisationspanne, erstmals völlig aus. Die Veranstaltung blieb in ihrer Art einmalig, der Veranstaltungsort wurde nicht dauerhaft Berlin, sondern wechselte künftig, jeweils zusammen mit den Mitgliederversammlungen des Zentralverbands des Kürschnerhandwerks.
In den 1980er Jahren war bereits einmal die Diskussion aufgekommen, ob man eine Staffelung der Medaillen in „Gold-Siber-Bronze“ einführen wolle. Der Vorschlag war von der Versammlung der Obermeister jedoch abgelehnt worden, „Silber- und Bronze seien nach Ansicht der Mehrheit eben doch „nur“ zweit- oder drittklassig und könnten die Reihe der bisher gewonnenen Goldplaketten womöglich abwerten“. Dreißig Jahre später, im Jahr 2009, erfolgte dann doch eine gravierende Änderung der Ausschreibung und der Prämierung. Nachdem junge Kürschner in den Vorstand aufgerückt und die Teilnehmerzahl am Wettbewerb bei abnehmenden Betrieben erheblich zurückgegangen war, beschlossen sie, den Wettbewerb aufzuwerten und die Auszeichnungen exklusiver zu vergeben. Für 2009 bedeutete das, es gab jetzt die Auszeichnungen „Platin“, „Premium Gold“ und „Gold“, für jeweils die Gruppen „Freestyle - Kleinteil/Accessoires“, „Experimental - Jacke“ und „Future - Mantel“. Die höchste Auszeichnung Platin erhielten die Kürschner Plappert (Hockenheim, Mannheim), Adrian (Bonn) und Buchmann, Stefan Buchmann; Pelzwerk Hamburg erhielt den zusätzlichen Innovationspreis. Es durften erstmals beliebig viele Teile eingesandt werden, für jedes war eine Gebühr von 90 € zu entrichten. Dem Zeitgeist entsprechend war ein neuer, deutsch/englischer Wettbewerbsname angedacht, „Internationaler German-Fur-Award“, was aber offensichtlich wieder aufgegeben wurde. Ausdrücklich eingeladen waren auch Kürschnerbetriebe aus der Schweiz und Österreich. Auch früher schon gab es Beteiligungen aus den beiden deutschsprachigen Ländern, aber auch aus Frankreich.
Nachdem die Pelzmesse nach 2008 eingestellt worden war, fanden die Modewahlen und Prämierungen, jeweils zusammen mit den Herbsttagungen des Zentralverbands des Kürschnerhandwerks statt, in den Orten: Fürstenfeldbruck (2009, Modellauswahl in Frankfurt), Frankfurt am Main (2010, 2011), Fürth (2012), Würzburg (2013), Düsseldorf (2014), Leipzig (2015), Hamburg (2016), Regensburg (2017), Karlsruhe (2018), Münster (2019).

Modellwettbewerb, 5. und 6. September 2009, noch in Frankfurt am Main
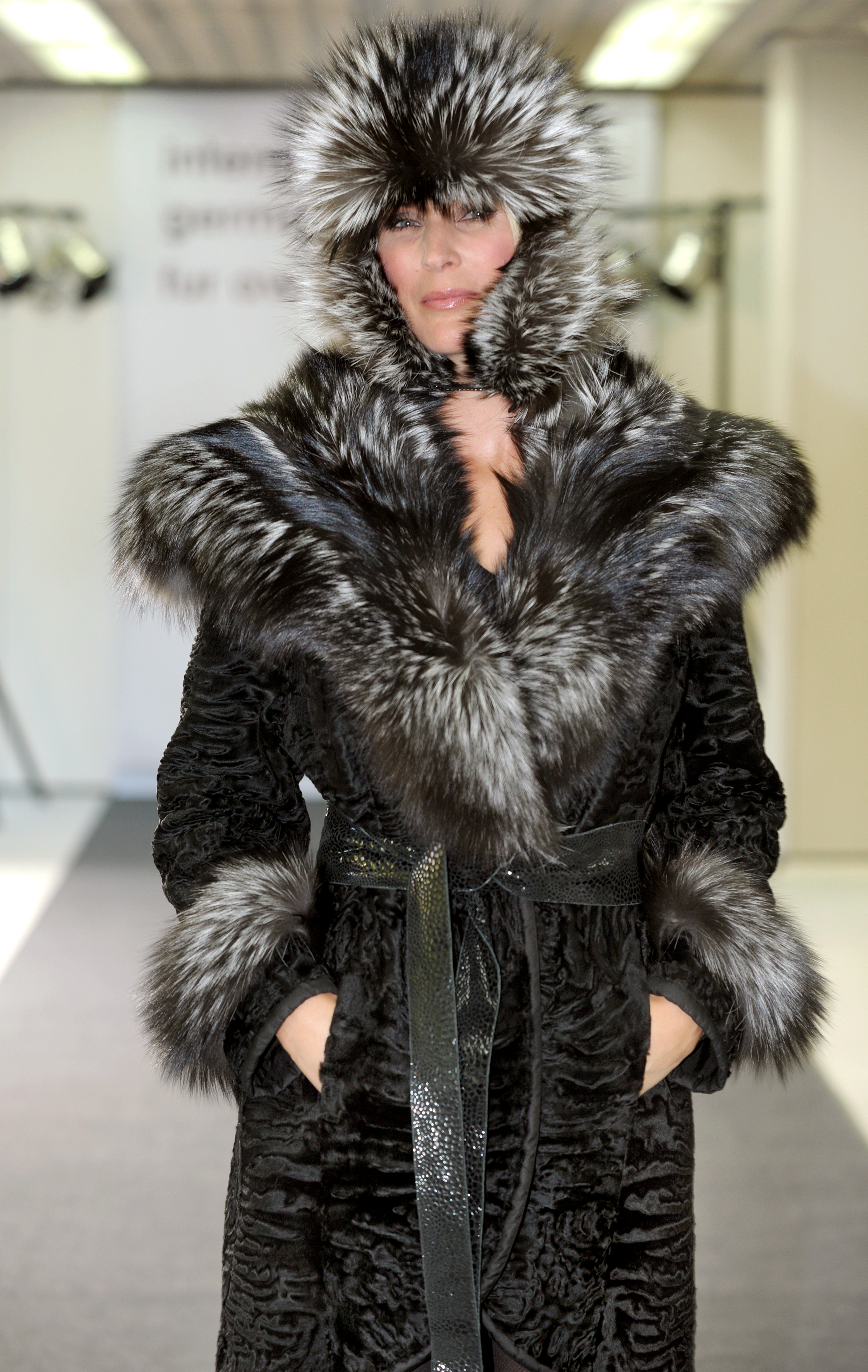
Swakara mit Silberfuchs
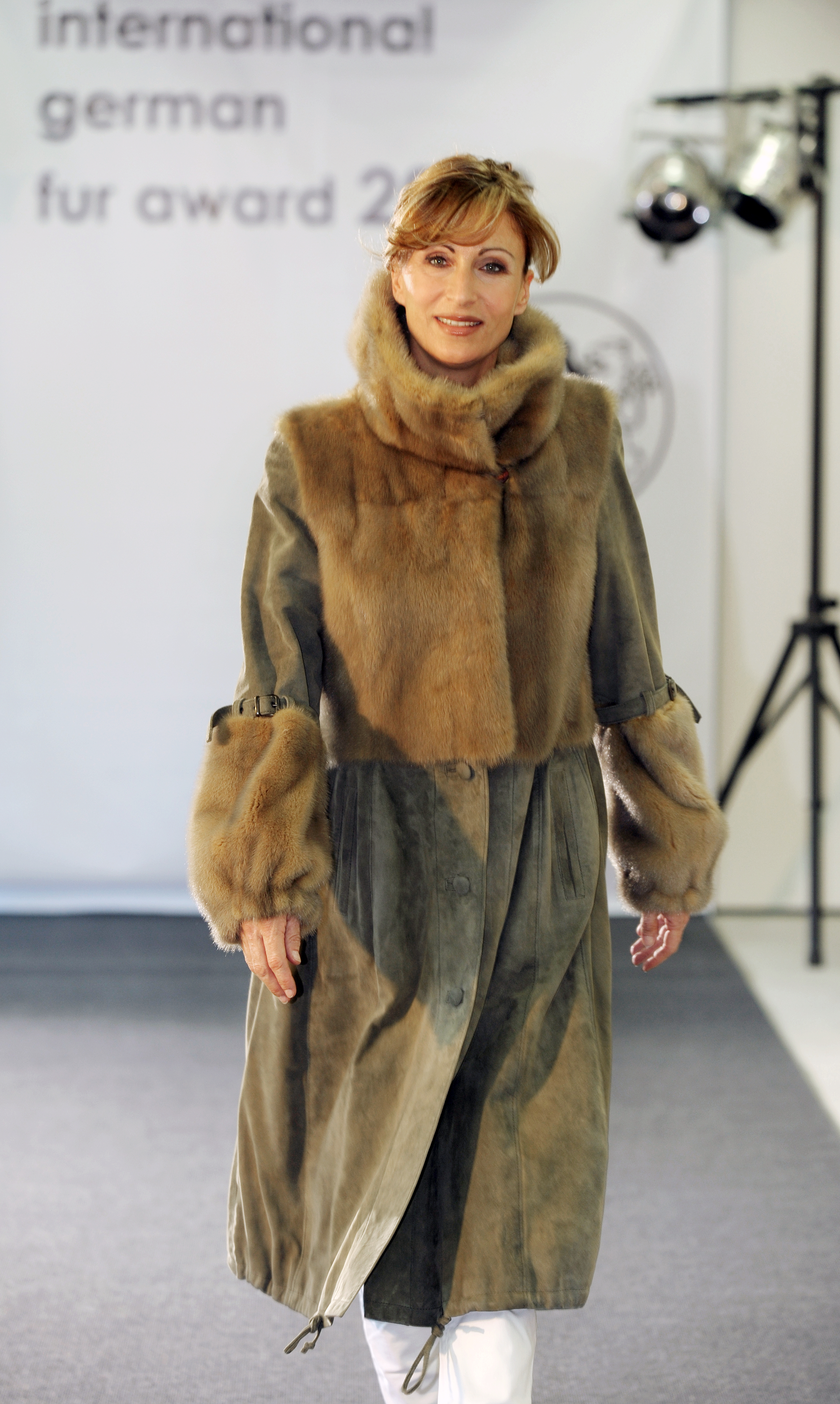
Leder und Nerz
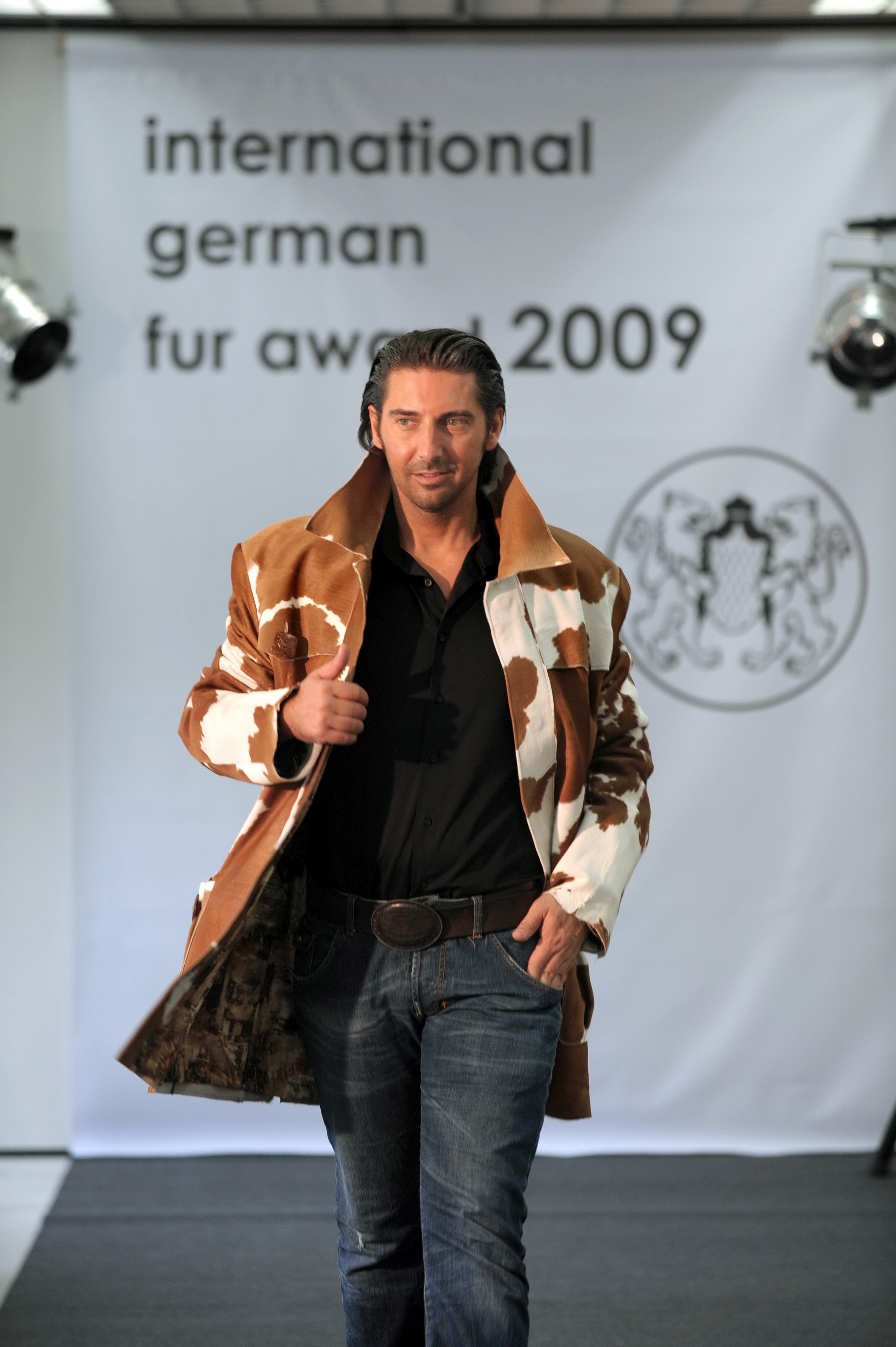
Kalbfell
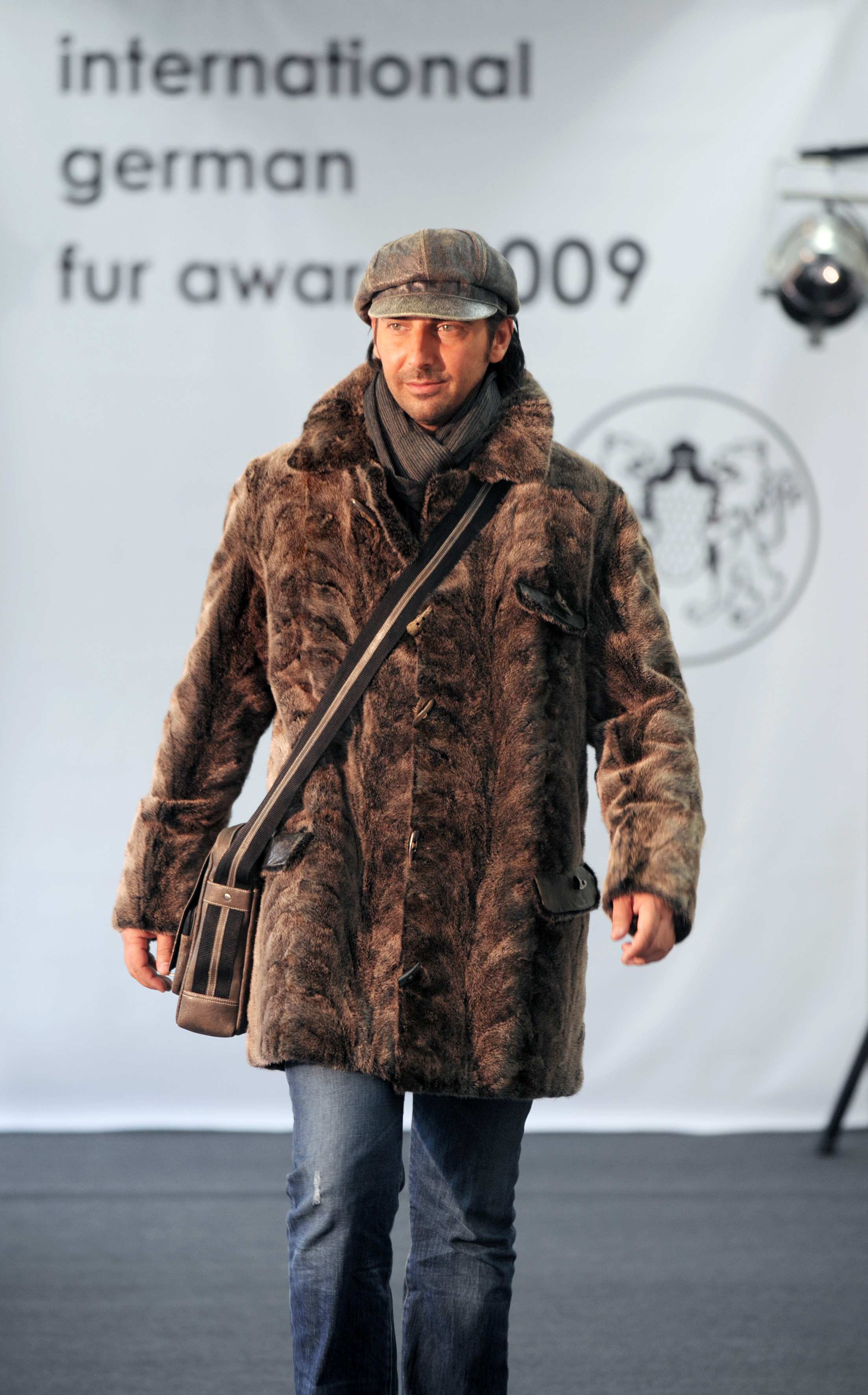
Samtnerzpfoten
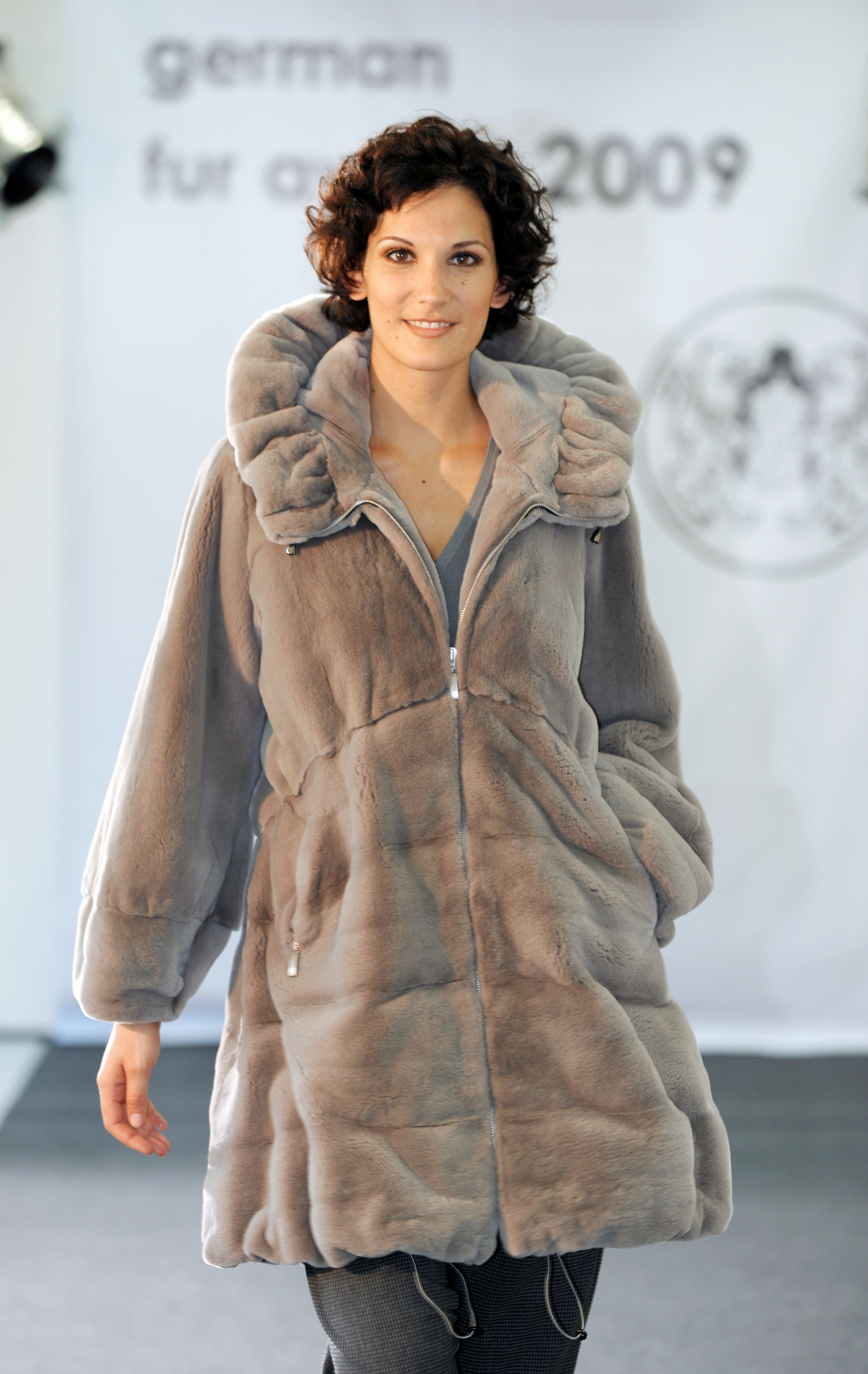
Samtnerz
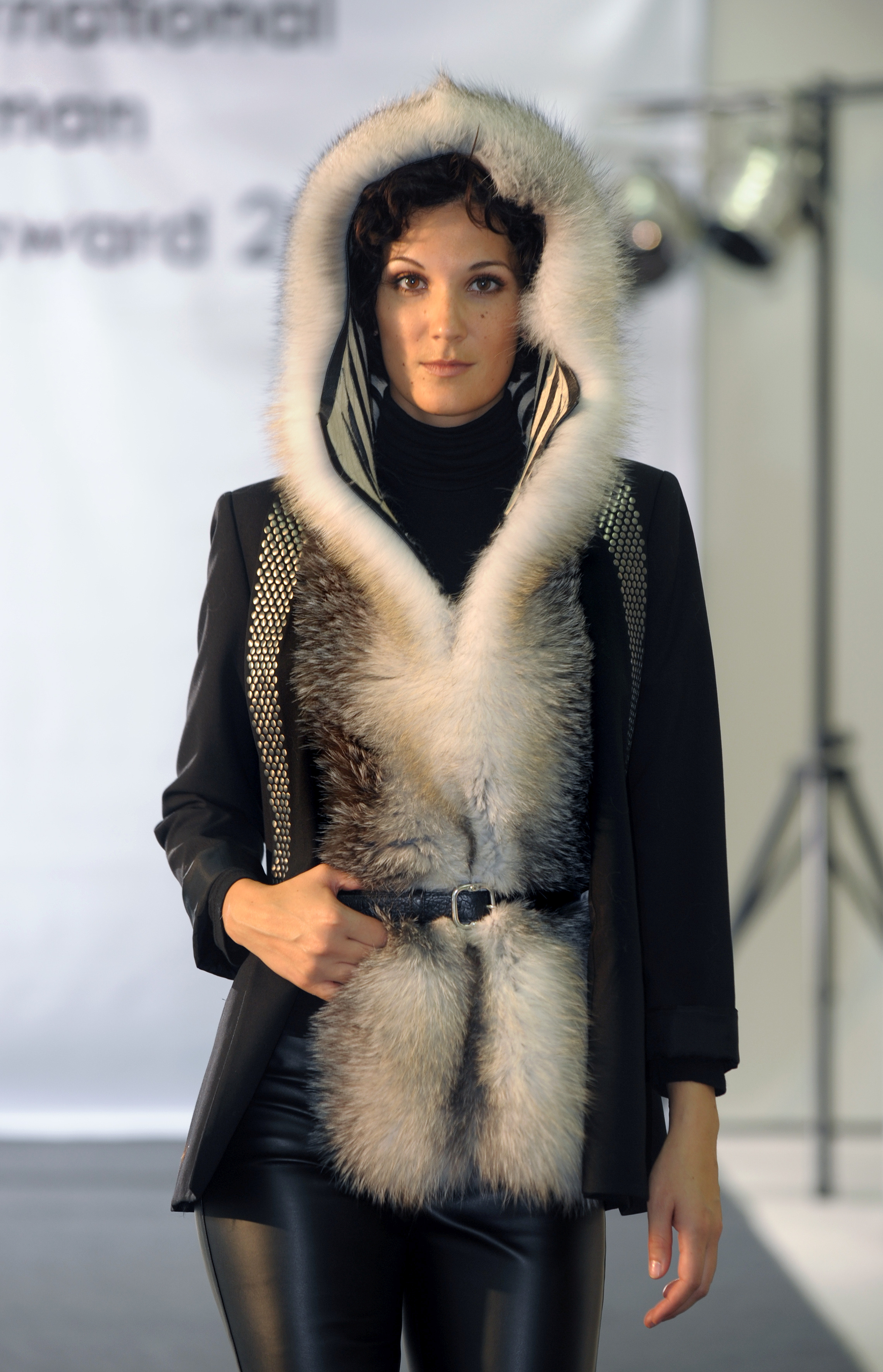
Stoff und Fuchs

## International German Red Fox Award

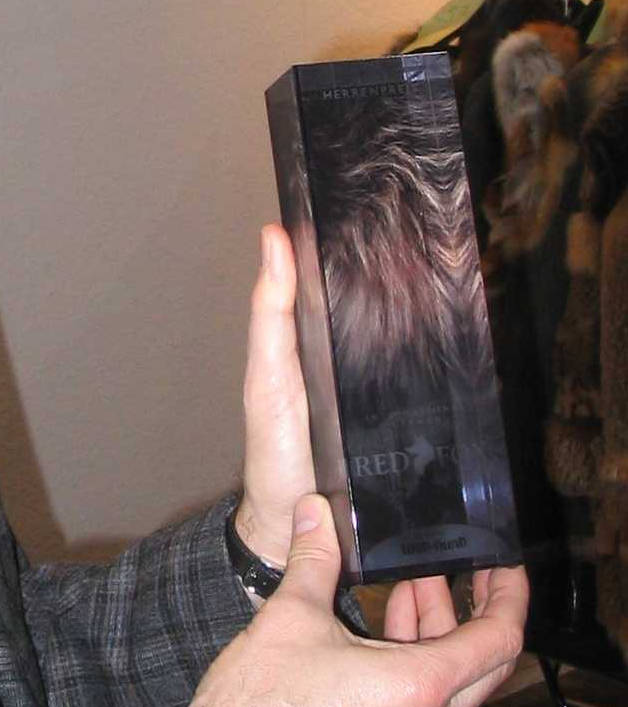
Trophäe International German Red Fox Award (2013)

Der International German Red Fox Award ist ein Wettbewerb zur Förderung der Nutzung der anfallenden einheimischen Jägerfelle, insbesondere der Rotfuchsfelle. Teilnahmeberechtigt sind die Mitglieder des Zentralverbands des deutschen Kürschnerhandwerks und die Kürschner Österreichs, der Schweiz und der Niederlande. Ins Leben gerufen wurde der Wettbewerb durch den Chefredakteur der Zeitschrift „Wild und Hund“, Heiko Hornung, in Zusammenarbeit mit dem Zentralverband des deutschen Kürschnerhandwerks. Erstmals gibt es damit in der Bundesrepublik zwei voneinander unabhängige Wettbewerbe im Kürschnerhandwerk.
Der erste Wettbewerb fand 2011 noch als Teil des Designwettbewerbs des deutschen Kürschnerhandwerks statt, der zweite im Jahr 2013 als selbständige Veranstaltung im Rahmen der Messe Jagd & Hund in Dortmund. Seitdem wird er jedes Jahr während der Dortmunder Messe abgehalten. Die eingesandten Teile können von den Besuchern auf einem Ausstellungsstand besichtigt und anprobiert werden. In einer Modenschau werden sie einer aus Kürschnern und anderen Mitgliedern der Modebranche zusammengesetzten Jury vorgeführt, die sie bewertet und prämiert.
In einem weiteren Schritt hat der Deutsche Jagdverband gemeinsam mit dem Landesjagdverband Baden-Württemberg im Oktober 2016 das Unternehmen Fellwechsel ins Leben gerufen. Im Jahr darauf wurde in Rastatt eine Abbalgstation errichtet. Hier werden die anfallenden einheimischen Bälge gesammelt, zugerichtet und der Verwertung zugeführt. Mit dem Label weprefur® können sie vom Einzelhandel für den Endverbraucher als einheimisches Produkt gekennzeichnet werden.

Auf der Messe Jagd & Hund
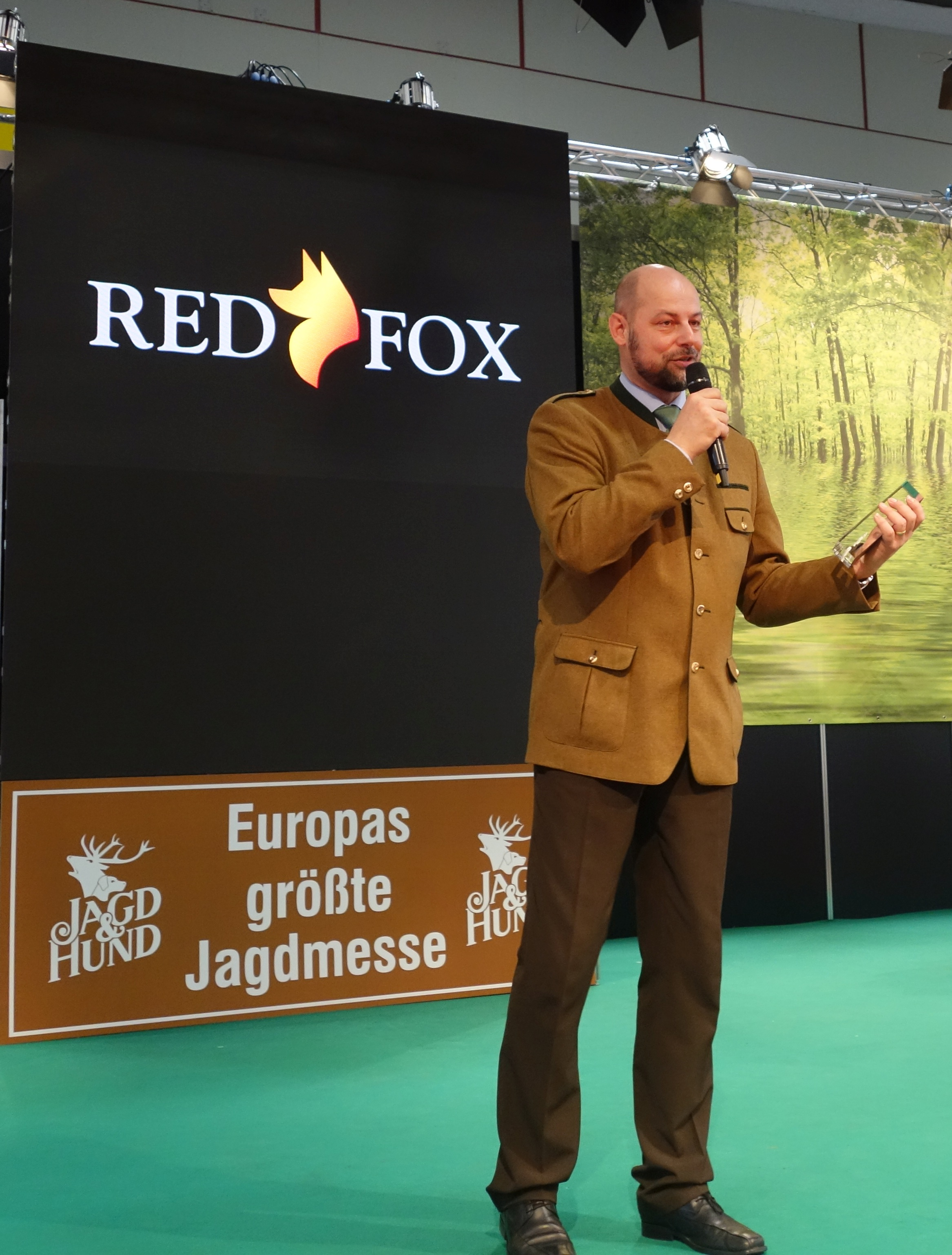
Anmoderation durch Heiko Hornung (2018).
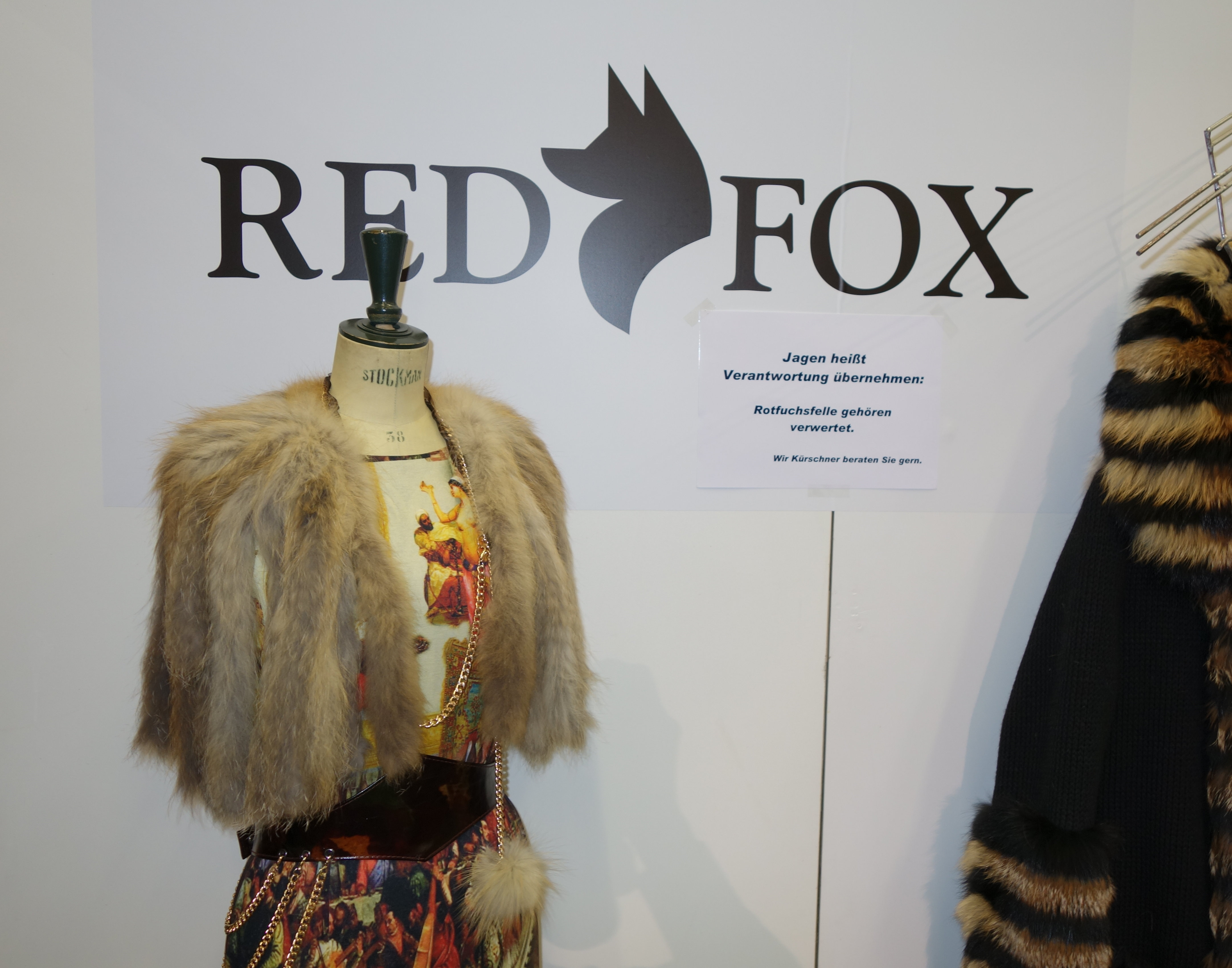
Rotfuchs-Abendcape (Martina Stertz, 2014)
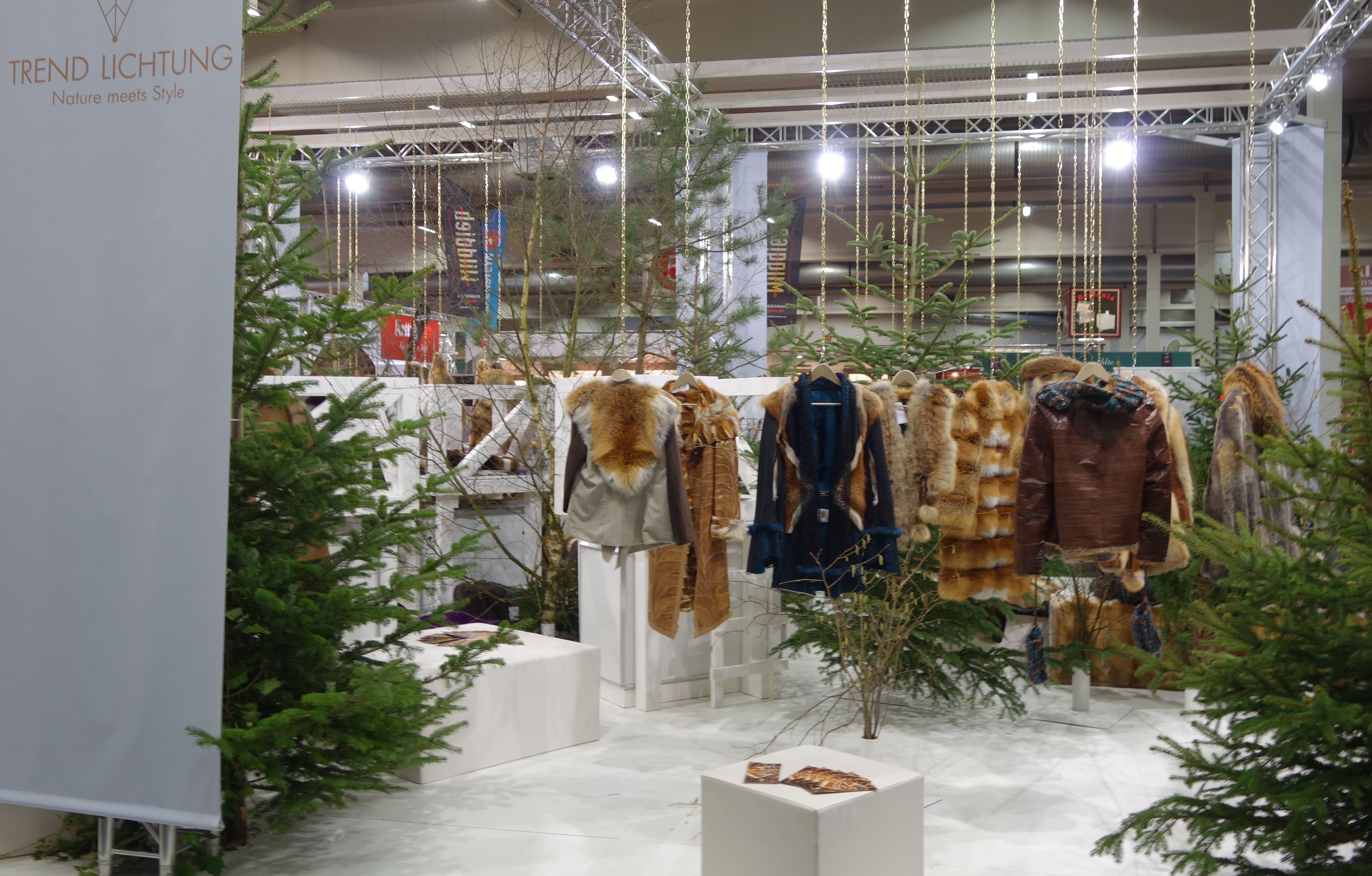
Repräsentations-Messestand „Trend - Lichtung“ (2015)

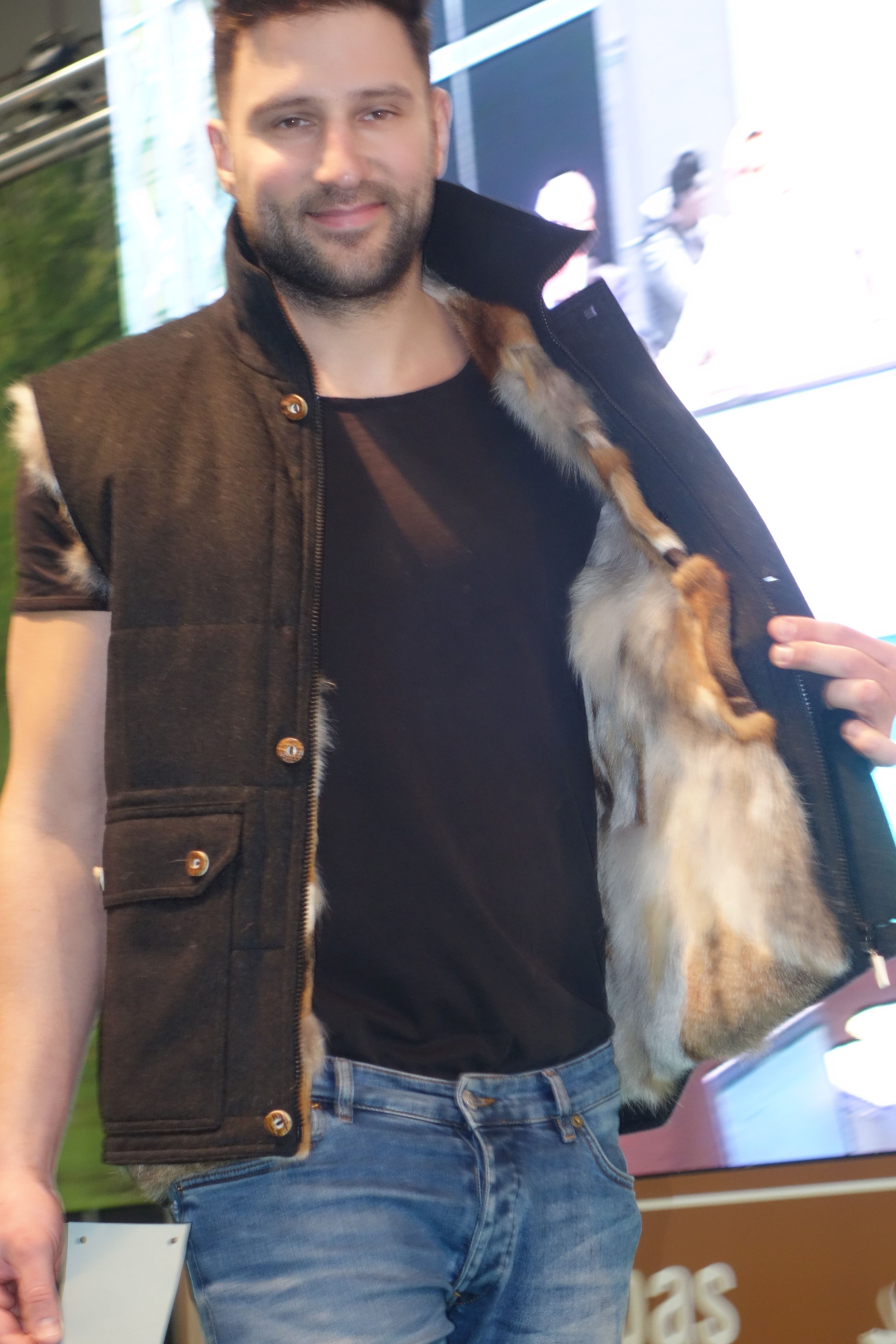
Herren-Lodenweste, Futter Rotfuchspfoten (Samabor, 2020)
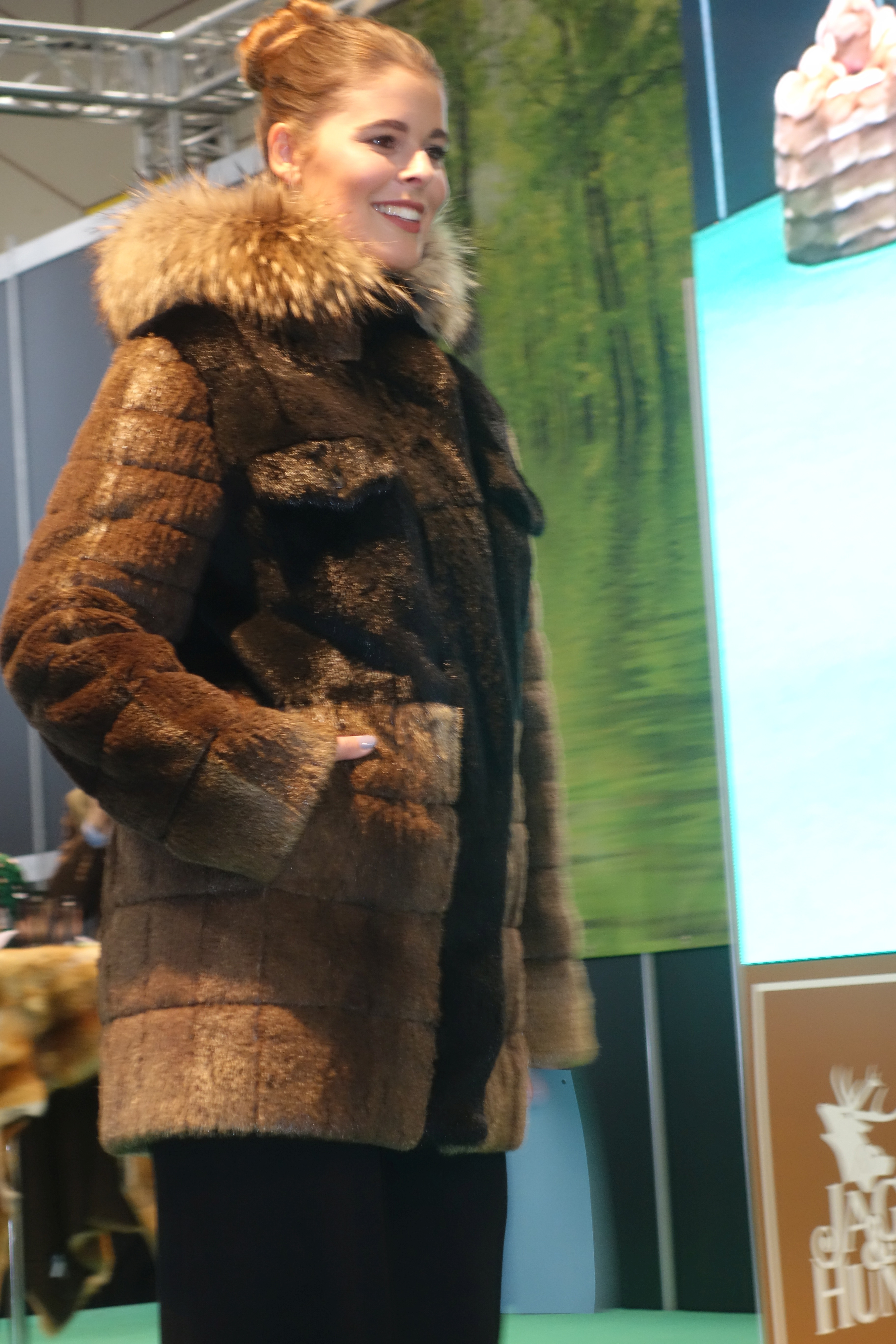
Kurzmantel, geschorenes Nutria und Seefuchs (Hofstetter, 2020)
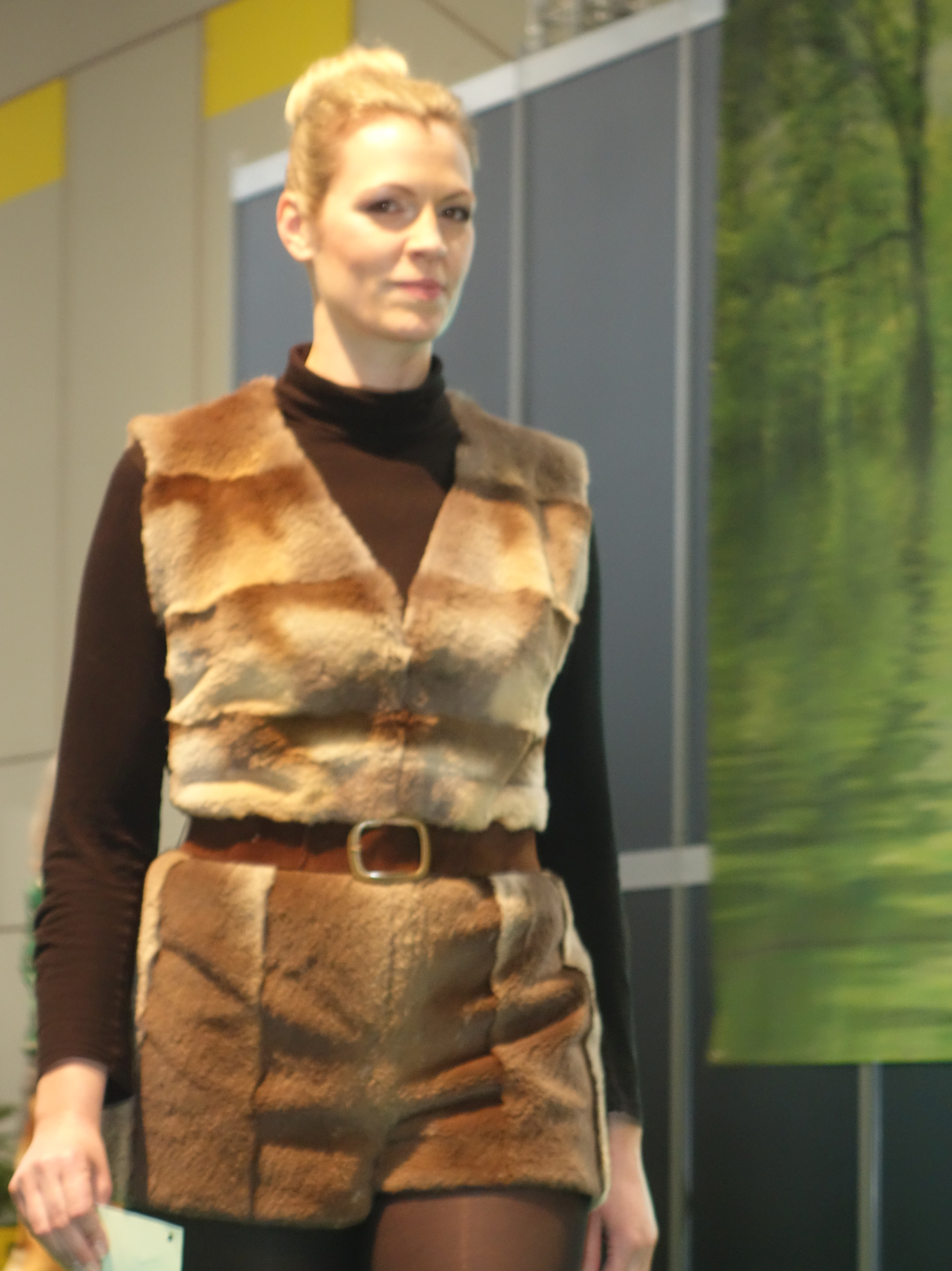
Kurzoverall, geschorener Rotfuchs (Adrian, 2020)
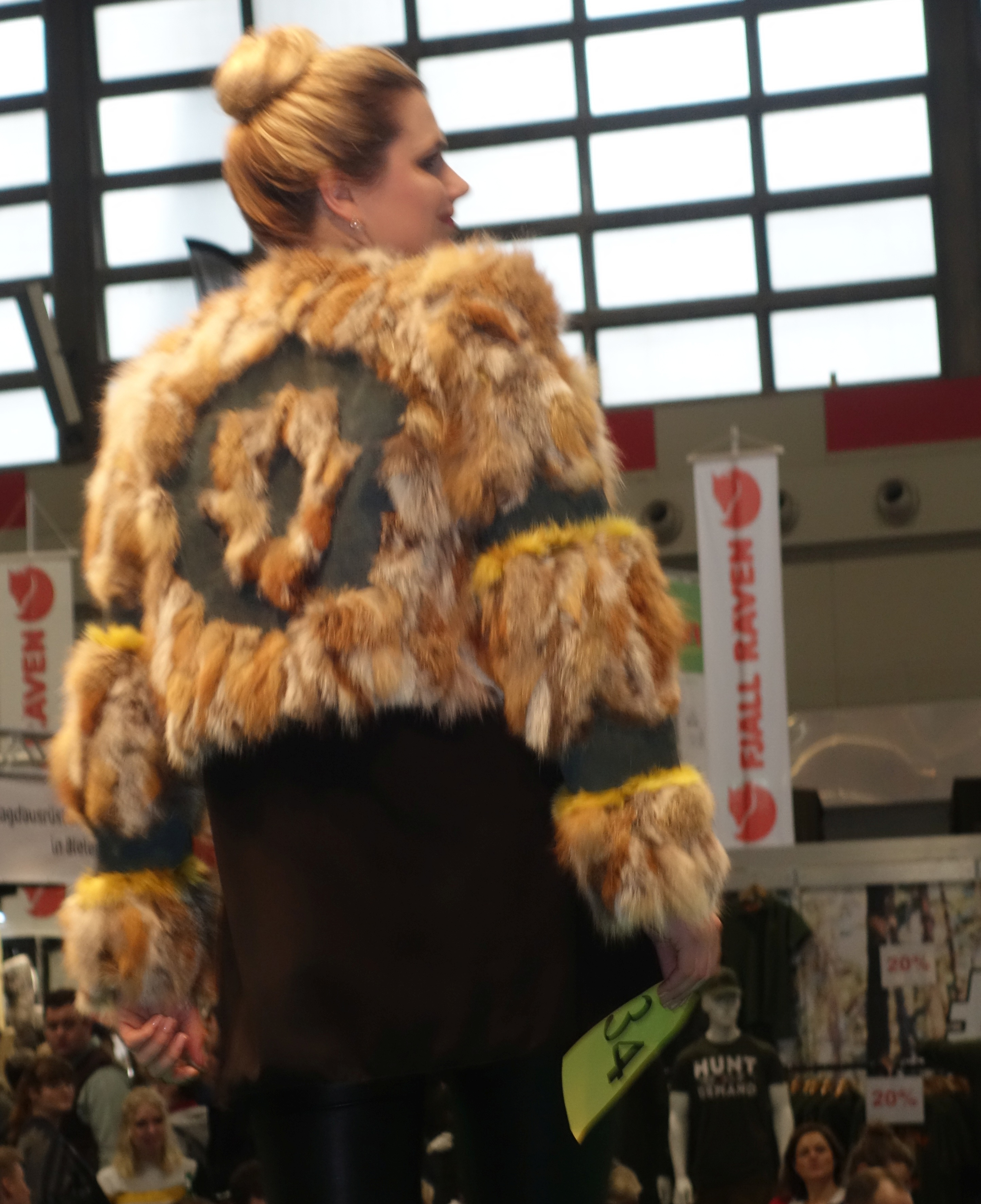
Jacke, Rotfuchsstücken, natur und gefärbt (Auszubildende Fabienne Ring, Fa. Samabor, 2020)
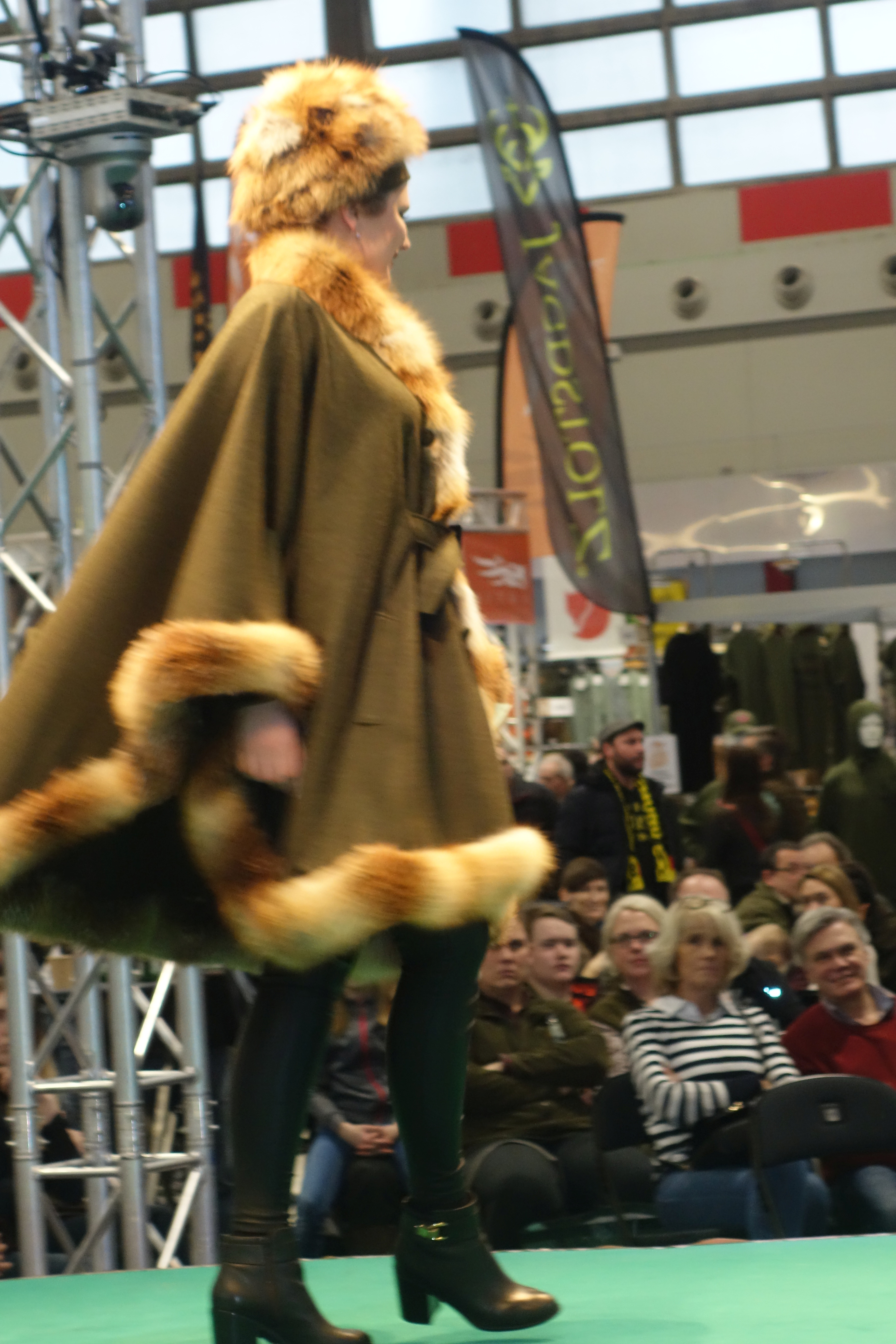
Lodencape, mit Verbrämung Rotfuchs und Fuchsmütze (Weidner, 2020).
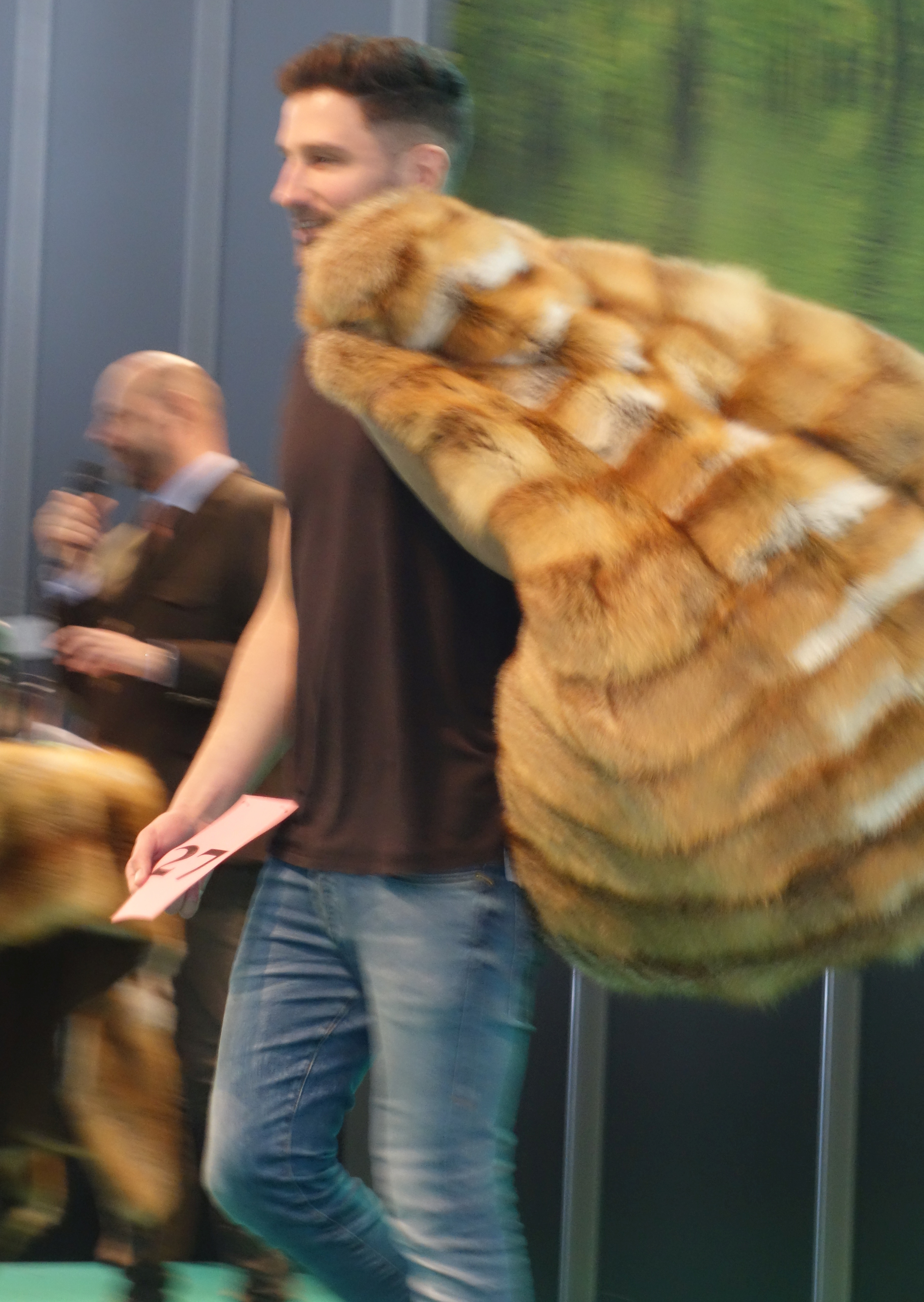
Sitzsack, Rotfuchs und Cord (Wildgruber, 2020)